# Histoire de la Belgique
L'histoire de la Belgique est traditionnellement divisée en deux grandes parties. D'une part, celle des territoires qui formeront, après 1830, le territoire de la Belgique proprement dite. D'autre part, la Belgique d'après 1830, date de son indépendance politique et territoriale.
En raison des héritages dynastiques, les anciens Pays-Bas bourguignons sont placés sous la souveraineté de la dynastie des Habsbourg du XVe au XVIIIe siècle. Les Pays-Bas espagnols sont plus particulièrement rattachés par union personnelle à la couronne espagnole puis autrichienne.
Après la Révolution française et les bouleversements des guerres napoléoniennes, le congrès de Vienne crée un royaume uni des Pays-Bas qui rassemble les anciens territoires de la république des Provinces-Unies, actuels territoires du royaume des Pays-Bas, les territoires des anciens Pays-Bas du Sud et de la principauté de Liège, correspondant à l'actuel royaume de Belgique. L'antagonisme religieux et pour partie économique opposant les deux anciennes provinces trouve son issue dans l'indépendance de la Belgique (1830), les grandes puissances européennes s'accordant pour placer sur le trône du nouveau royaume, le 4 juin 1831, le prince allemand Léopold de Saxe-Cobourg-Gotha, qui devient Léopold Ier, premier roi des Belges.

## Généralités
Les Celtes ont migré en Europe de l'Ouest et se seraient établis en Gaule vers -1200, mais il faut attendre l'âge du fer (-800) pour pouvoir l'affirmer. La Gaule formait un territoire qui longeait la rive gauche du Rhin jusqu'à la Méditerranée. Des années après l'invasion en -58 de la Gaule par les légions romaines de Jules César, Auguste va la partager en trois provinces romaines, dont celle de la Gaule belgique située la plus au nord de la Gaule, et qui borde le Rhin. Puis viendront les Francs au IIIe siècle, les royautés mérovingienne puis carolingienne (751) qui en sont issues ; le royaume (devenu Empire) carolingien se divisera après la mort de Charlemagne en trois royaumes (843). La future Belgique sera incorporée au territoire de la "Francia orientalis", devenu l'Empire romain germanique à partir de 962. Petit à petit, les différentes principautés féodales vont être rassemblées en une seule entité par la maison capétienne de Bourgogne. Cette unification commencera en 1384 et prendra fin en 1443. Ces territoires seront nommés Pays-Bas. Sur certaines cartes du XVIe siècle, cet ensemble d'États est représenté par une figure de lion dressé, avec une patte levée, dont la silhouette est superposée à celle du pays avec la dénomination Leo Belgicus.
Au XVIe siècle, et à la suite de la Réforme, les provinces du nord prendront leur indépendance. On distinguera dès lors :
- les Pays-Bas du Nord : république indépendante pratiquant la liberté de culte, mais où le calvinisme est dominant (les Provinces-Unies) ; le futur royaume des Pays-Bas. Sur les cartes de l'époque, cette région est parfois dénommée Belgica Foederata ou Belgium Foederatum ;
- les Pays-Bas du Sud dénommés parfois Belgica Regia : restés provinces du Saint-Empire, formant le cercle de Bourgogne, gouvernés par les héritiers légitimes des dynastes locaux, la maison de Bourgogne et ses successeurs espagnols, puis les Habsbourgs devenus empereurs du Saint-Empire et résidant au loin, à Prague ou à Vienne. Entre 1794 et 1830, ces Pays-Bas du Sud passèrent sous domination française puis, après la défaite de Napoléon et dans l'idée de reconstituer l'unité des anciens Pays-Bas, formèrent un royaume uni des Pays-Bas avec les anciennes Provinces-Unies, avant de devenir indépendants en tant que Belgique. Finalement, en 1839, une partie de la Belgique forma un nouvel État : le Grand-Duché du Luxembourg.

Il faut également distinguer la Principauté de Liège qui eut un destin totalement indépendant de celui des Pays-Bas (du Nord ou du Sud), jusqu'à son intégration dans la République française en 1795.

## Préhistoire

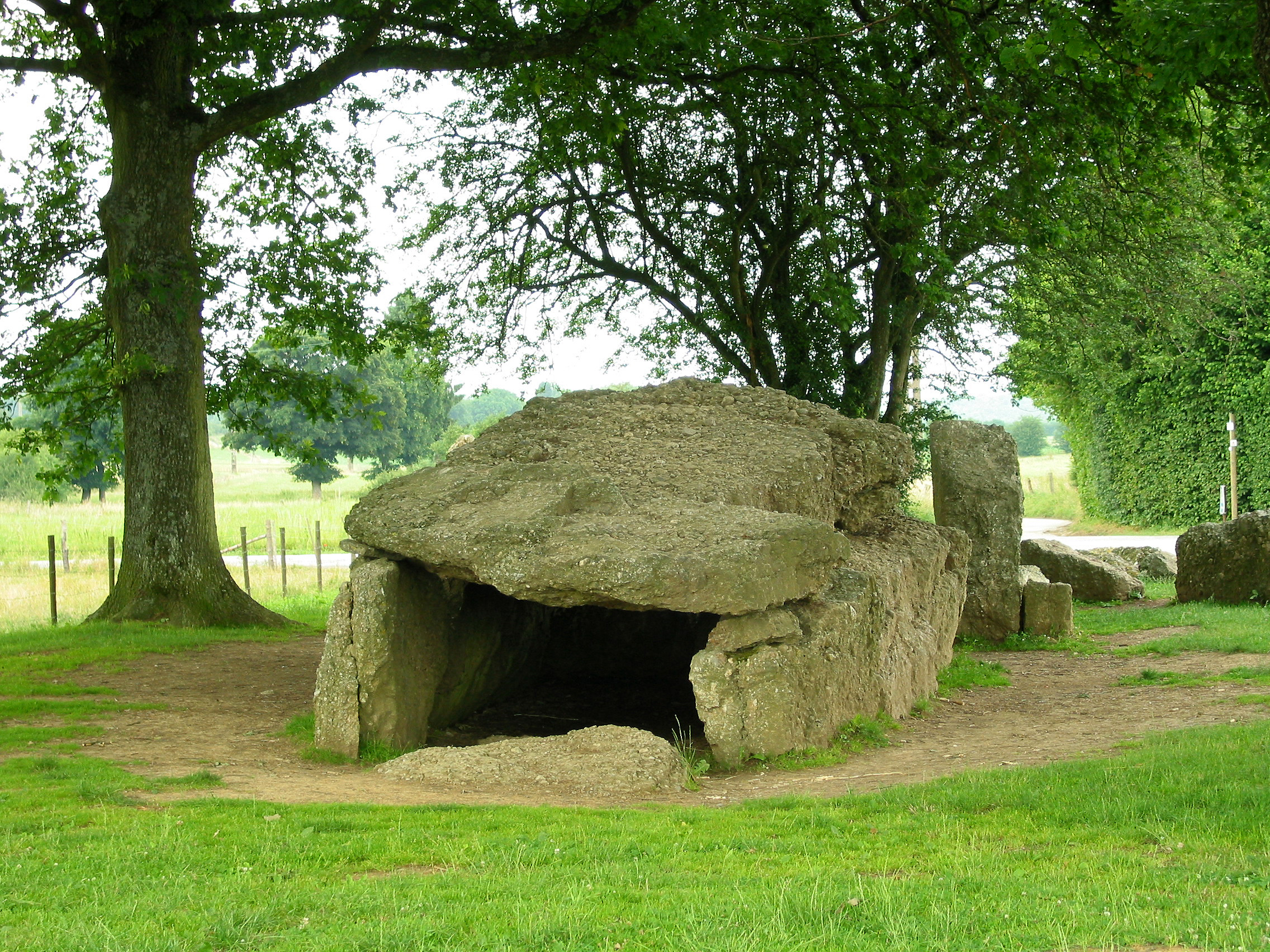
Allée couverte de Wéris (dolmen du Nord, Wéris I).

La plus ancienne trace de présence humaine dans les territoires qui forment actuellement la Belgique a été trouvée à Hallembaye, aux environs de la montagne Saint-Pierre (province de Liège), et date d'environ 800 000 ans. Ensuite, aux environs de 400 000 av. J.-C., des hommes s’installent au bord de la Meuse. De 250 000 à 35 000 av. J.-C., ces territoires sont peuplés de Néandertaliens surtout dans la province de Liège (Grottes Schmerling aux Awirs) et dans la province de Namur (Homme de Spy). Des traces de néandertaliens sont trouvées en 2014 en Flandre, à Wavre-Sainte-Catherine,. À partir de 30 000 av. J.-C., l’homme de Néandertal fait place à l’homme moderne. Il ne faut pas oublier qu'au cours des maximums glaciaires, le niveau de la mer était beaucoup plus bas et on pouvait aller de la Gaule vers la Bretagne à pied sec. La montée des eaux de la mer du Nord a possiblement déplacé les populations qui résidaient sur le Doggerland vers les rives du continent (dont la Belgique) et des îles britanniques. Des vestiges de l’époque néolithique existent à Spiennes où se trouvait une mine préhistorique de silex.
Le Néolithique en Belgique commence avec l’arrivée des groupes attribués au Rubané récent, vers 5 300 avant notre ère, venant de l’est par le couloir danubien. Le Néolithique moyen est connu par une colonisation plus étendue et l’exploitation des mines de silex sur plusieurs gisements notamment à Spiennes (Hainaut). De tels sites sont associés aux habitats Michelsberg sur le plateau lœssique nord de la Meuse, comprenant souvent des villages fortifiés avec des enceintes, des palissades et/ou des fossés. Le Néolithique récent est représenté par des mégalithes (par exemple, des dolmens de Wéris et près de Durbuy), attribuées à la culture « Seine-Oise-Marne ».

## Antiquité
La culture d'Hilversum, datée entre 1 870 et 1 050 ans av. J.-C., qui est probablement l'héritière de la culture campaniforme, ou mieux de la régionalisation du faciès appelé culture campaniforme à barbelures (2 100 - 1 800 av. J.-C.) marque dans la région le passage à l'Âge du bronze ancien et moyen. La culture des champs d'urnes est présente sur le territoire de la Belgique où 27 sites sont connus en 2007, principalement autour des vallées de la Lys et de l’Escaut à partir du XIe siècle av. J.-C..
En 500 av. J.-C., habitées par des Celtes, ces régions subissent les influences et commercent avec le monde méditerranéen. Dès 150 av. J.-C., les premières monnaies celtes font leur apparition. Les diverses tribus celtes vivant sur ces territoires à cette époque étaient les Éburons, les Aduatiques, les Nerviens, les Ménapiens, les Morins, et les Rèmes.

### Antiquité romaine

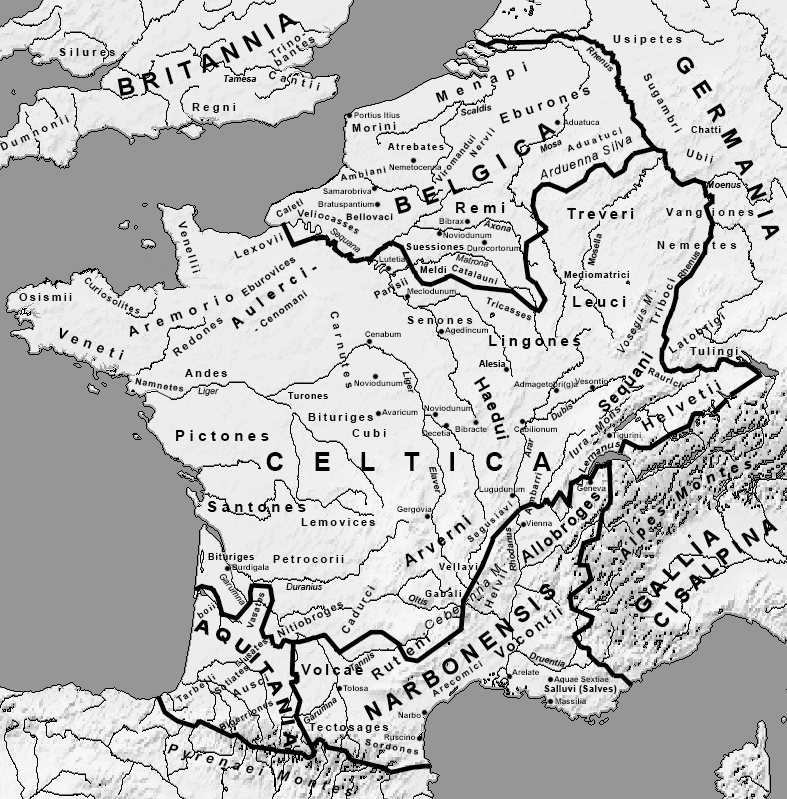
Carte des tribus peuplant la Gaule au moment de la conquête romaine.

Les écrits de Jules César De Bello Gallico (I et II) forment le début de l’histoire écrite. « De tous les peuples de la Gaule, les Belges sont les plus braves ». Ainsi parlait Jules César des tribus qui ont donné tant de fil à retordre à ses légions. Cette citation (légèrement amputée) est toujours présente dans les manuels scolaires actuels. Jules César justifiait ainsi les cinq années (à compter de 57 av J.C.) dont il avait eu besoin pour faire plier ces féroces guerriers.
Les régions septentrionales de la Gaule peuplées par les Belgae seront divisées en tant que Provincia belgica lors de sa réorganisation par l’empereur Auguste. Cette province impériale est beaucoup plus importante que la Belgique actuelle. Elle recouvre tout le Nord-Est de la France actuelle, de la mer du Nord à la Franche-Comté, ainsi qu'une partie de l'Allemagne et des Pays-Bas actuels. Elle est cependant divisée vers 84 avec la création de la Germanie inférieure (qui comporte une partie du territoire belge actuel) et de la Germanie supérieure. En 297, celle-ci est de nouveau divisée, en Belgica prima et Belgica secunda.
La présence romaine apporte quatre siècles d'organisation romaine à la région. La sécurité des frontières face aux Germains est assurée par les légions et des auxiliaires francs (dont la présence précoce dans le nord de la future Belgique est à l'origine de la frontière linguistique). Les premières voies romaines de communication sont créées en reprenant souvent des voies gauloises, d’une part entre Boulogne et Cologne, d'autre part entre Reims et Trèves. Plusieurs bourgs sont créés à l’intersection de ces axes, tels par exemple Arlon et Bavay, ou encore Tongres et Tournai. Le latin, utilisé par les fonctionnaires romains et les marchands, devient la langue administrative et le latin populaire supplante le celtique. Le christianisme s'impose rapidement au IIIe siècle après la conversion de l'empereur Constantin et la fondation d’un évêché à Tongres.
Voir aussi : liste des peuples celtes de Belgique.

## Le Moyen Âge

L'Empire carolingien de 481 à 814

### Royaumes et empire francs
Après les grandes invasions du IVe et Ve siècles, la région devient le cœur du premier royaume franc, dont la capitale est Tournai sous Childéric Ier. Vers 496, Clovis (466-511), roi des Francs, reçoit le baptême à Reims et abandonne Tournai pour Paris. La christianisation massive débute en 630, avec le soutien des moines.

Carte du territoire de la Belgique actuelle avec les sièges épiscopaux et les abbayes au VII. Les abbayes donneront naissance à des villages et même à quelques villes.

Sous l'impulsion de l'empereur Charlemagne, qui agrandit son empire, la vallée de la Meuse devient le centre politique et économique de l'empire franc. Il s'installe à Aix-la-Chapelle (796) pour le centraliser dans ses territoires.
À Charlemagne succéda Louis le Pieux. Son règne fut marqué à partir de 829 par les querelles entre le souverain et ses fils, Lothaire, Pépin, Louis et Charles. Louis le Pieux mourut en 840 et les luttes entre ses trois fils survivants reprirent de plus belle.
En août 843 est enfin conclu le traité de Verdun, qui divise l'Empire entre les trois petits-fils de Charlemagne. Le royaume de Lothaire, qui s'étendait de la Méditerranée, par l'Italie, la Provence, la Bourgogne, l'Alsace, jusqu'à la mer du Nord, était borné à l'ouest par l'Escaut et à l'est par le Rhin. Les terres à l'ouest de l'Escaut (le futur marquisat de Flandre) revenaient à Charles le Chauve. Si ce traité a une importance exceptionnelle, ce n'est pas qu'il fût destiné à demeurer définitif ; la plupart de ses dispositions n'eurent qu'une durée éphémère, mais les circonstances firent que l'Escaut continua d'être une ligne de séparation, pendant des siècles, entre la France et l'Allemagne, tandis que le Rhin devint, dans toute l'acception du mot, un fleuve frontière.
Lothaire mourut le 29 septembre 855 ; il avait divisé son royaume entre ses trois fils (Traité de Prüm). Ce fut Lothaire II qui obtint la partie septentrionale, le territoire entre la mer du Nord et le Jura, auquel s'attacha spécialement le nom de Lotharingie (Lotharii regnum).
Quand le roi de Lotharingie mourut le 8 août 869, Charles et Louis, ses deux oncles, se disputent ses États, et, au mépris des droits du seul fils survivant de Lothaire Ier (Louis II, roi d'Italie), ils finissent par se les partager à Meerssen, sur la Meuse, en août 870. La Meuse servait de ligne de démarcation depuis la frontière du pays frison jusqu'à Liège ; à cet endroit, la limite suivait l'Ourthe jusqu'à sa source. Le traité de Meerssen donnait ainsi aux Carolingiens de France la plus grande part de la rive gauche.
Mais la mort inopinée de l'héritier de Charles le Chauve, Louis le Bègue (10 avril 879) amena de nouvelles complications ; quelques-uns de ses conseillers, l'abbé-chancelier Gozlin et le comte de Paris, Conrad, refusèrent de reconnaître ses jeunes fils, Louis III et Carloman, et ils invitèrent le roi de Francia orientalis, Louis le Jeune, à prendre possession du pays.
Louis le Jeune, fils de Louis le Germanique, se mit en marche par Metz et Verdun et, dans l'impossibilité où ils étaient de lui opposer une résistance efficace, les grands demeurés fidèles aux princes préférèrent abandonner à l'agresseur la partie occidentale de la Lotharingie (été de 879). De cette manière, tout le royaume de Lothaire II et par conséquent la Belgique du Rhin à l'Escaut se trouva rattaché à la Francia orientalis. Le traité de Ribemont (février 880) confirma les arrangements de l'année précédente. Seul le marquisat de Flandre demeurait aux fils de Louis le Bègue.
Charles le Gros réunit temporairement les deux royaumes de 885 à 887, mais sa faiblesse, son incapacité au milieu des périls dont les Normands menaçaient l'Europe centrale, provoquèrent sa déposition (Trebur, novembre 887). Les destinées des deux royaumes tendirent alors de plus en plus à se séparer.

### Période féodale
Zwentibold reçut en 895 d'Arnulf de Carinthie le gouvernement de la Lotharingie avec titre de roi. Quand il mourut en 900, la Lotharingie revint à la Germanie.
En France, les ascendants des Capétiens et les Carolingiens se disputent le trône. Les souverains du royaume occidental essaient à plusieurs reprises de s'emparer de la Lotharingie. Charles le Simple envahit ainsi le pays en 911 et ce n'est qu'en 923 que Henri Ier parvint à réunir la Lotharingie à l'Allemagne. Cette situation ne subira plus de modification essentielle durant tout le Moyen Âge.
À la fin du Xe siècle, la Basse-Lotharingie s'étend de l'Escaut jusqu'à la Saxe et la Hesse. Au nord, elle est bordée par la Frise. Sur ce territoire se développent des fiefs, comtés et seigneuries quasi indépendants, tels les duchés de Brabant, de Limbourg, de Luxembourg, les comtés de Hainaut, de Namur et la principauté de Liège.

### Le développement des villes
À partir du Xe siècle, les villes commencent à se développer, principalement dans le comté de Flandre et en pays mosan. L'industrie de la laine se développe elle aussi, et plus tard, le commerce maritime, avec la ligue hanséatique. La région devient l'un des cœurs de l'économie européenne, avec l'Italie. Les laines sont importées d'Angleterre, avec laquelle se tissent des liens qui compteront pendant les conflits entre Capétiens et Plantagenêt.
Les principales villes sont alors, à l'ouest, Bruges, Gand, Ypres et Tournai, et en pays mosan, Huy, Namur, Dinant et Liège. L'urbanisation de la future moyenne Belgique est plus lente ; seule Nivelles présente au Xe siècle un caractère urbain. Situées plus à l'intérieur du pays, les autres villes brabançonnes comme Bruxelles, Louvain et Malines, attendent la fin du Xe siècle pour s'étendre. À cette époque, les affluents de l'Escaut sont navigables et le trafic commercial entre la Meuse et le Rhin augmente.
Jusqu'en 1300, l'essor des villes est alimenté par une conjoncture économique favorable. Une deuxième enceinte s'avère souvent nécessaire. Cette expansion est freinée au XIVe siècle par de nombreuses crises et épidémies de peste. Le nombre de citadins stagne ou recule. La plupart des villes ne retrouvent leur niveau de population de l'an 1300 qu'au XIXe siècle.
À partir de la fin du XIIIe siècle plusieurs batailles ont lieu entre le roi de France et les communes de Flandre, les comtes étant tantôt d'un côté, tantôt de l'autre. La garnison française à Bruges est massacrée lors de la révolte des Mâtines de Bruges le 18 mai 1302, et l'ost royal est écrasé par les milices communales à la bataille de Courtrai, dite « des éperons d'or » le 11 juillet de la même année. Cette bataille est aujourd'hui considérée comme la naissance de la nation flamande, bien que la Flandre actuelle et le comté de Flandre de l'époque ne se recouvrent que partiellement. Philippe le Bel obtiendra sa revanche à la bataille de Mons-en-Pévèle le 18 août 1304.

## La principauté de Liège: 985-1795

La principauté de Liège en 1350

Jusqu'en 1795, le territoire actuel de la Belgique était principalement divisé en deux pays distincts : les Pays-Bas du Sud et la principauté de Liège.
La principauté épiscopale de Liège était un État du Saint-Empire romain germanique. C'est en l'an 985 que naît la principauté épiscopale. C'est à cette date que Notger, déjà évêque de Liège depuis 972, devient prince-évêque en recevant le comté de Huy.

## Les Pays-Bas bourguignons: 1384-1482

Carte des Pays-Bas bourguignons en 1477, en nuance d'orange.

À l'issue de la guerre de Cent Ans, les territoires (à l'exception de la principauté de Liège) et les Pays-Bas actuels (dont les limites remontent au XIXe siècle) sont aux mains des ducs de Bourgogne, vassaux des rois de France. Sous ceux-ci, Philippe le Bon puis son fils Charles le Téméraire, le pays connaît une expansion économique dont profitent les villes et, notamment, Bruxelles qui accueille le pouvoir dans le palais des anciens ducs de Brabant. Sur les cartes de l'époque, l'ensemble des grands Pays-Bas depuis les îles de la Frise jusqu'à la Picardie, comprenant les futurs Pays-Bas des XIXe et XXe siècles et la Belgique moderne, présentent une forme générale évoquant un lion dressé dont le dessin est mis en valeur pour justifier l'appellation que lui confère l'ambition des Bourguignons Leo Belgicus. Mais la politique ambitieuse de Charles le Téméraire qui veut relier ses possessions de Bourgogne à celle des Pays-Bas entraîne un conflit avec la France de Louis XI. À la mort du Téméraire au combat, en 1477, les Pays-Bas bourguignons échoient aux Habsbourg.
Au XVe siècle, à la suite de l'ensablement du Zwin, mais aussi pour des raisons économiques et politiques, Anvers supplante Bruges en tant que principal port de transit d'Europe occidentale. Anvers devient alors une des capitales économiques et financières du nord-ouest de l'Europe.

## Charles Quint et les Pays-Bas des Habsbourg (1482-1549)
Charles Quint est né en 1500 à Gand, héritier à la fois des Habsbourg, des ducs de Bourgogne et de l'Espagne. Il se considère comme flamand et bourguignon. Élu empereur du Saint-Empire romain germanique, il cumule cette couronne avec ses titres sur les Pays-Bas, où il est communément appelé le roi, et avec sa royauté sur l'Espagne qu'il doit à ses ascendants paternels, ainsi qu'à la possession des colonies d'Amérique. Il règne sur les Dix-Sept Provinces de 1515 à 1555, tentant de renforcer le pouvoir central, en réduisant les libertés constitutionnelles de chaque État provincial.
Lors de l'apparition du protestantisme, il éradiqua le luthéranisme et surmonta l'anabaptisme, mais le calvinisme devint trop populaire pour qu'on puisse l'empêcher de croître. Charles Quint introduisit l'Inquisition aux Pays-Bas, et les premiers martyrs de la Réforme, Henri Voes et Jean Van Eschen furent brûlés sur la Grand-Place de Bruxelles en juillet 1523. La Réforme et l'Inquisition qui s'ensuivit eurent des conséquences sans précédent sur les Provinces des Pays-Bas et leurs citoyens.
Il constitue l'ensemble des Pays-Bas du Nord et du Sud en une entité unique de par un acte solennel nommé la « pragmatique sanction ». Lors de son abdication à Bruxelles, il renonce à tous ses titres qu'il partage entre son frère, à qui il attribue le Saint-Empire, et son fils à qui il lègue la généralité des dix-sept provinces des Pays-Bas, ainsi que l'Espagne et ses colonies d'Amérique. Dès lors, les Pays-Bas sont dénommés les Pays-Bas espagnols, bien que les cartographes de l'époque aient désigné le pays sous le nom de Belgia ou Belgica, terme hérité de l'antiquité et qui s'étend à l'ensemble du Leo Belgicus.

## Les Pays-Bas espagnols (1549-1715)
À l'avènement de Philippe II, les Pays-Bas du Nord et du Sud forment un tout dépendant d'une même autorité, les États-Généraux, équivalent d'un parlement, mais réservé à quelques grandes abbayes, au haut clergé, aux grandes baronnies et à quelques chef-villes et leur émanation, le Conseil d'État, véritable gouvernement aristocratique soumis au souverain. À cette époque, le système féodal — qui attribue les territoires et les peuples en fonction de l'hérédité — groupe l'ensemble du Nord et du Sud que les cartographes dénomment le Leo Belgicus. Mais, sous Charles Quint, une partie importante de la population est convertie au calvinisme, davantage au Nord qu'au Sud. Le pouvoir du roi (titre par lequel on désigne Charles Quint), ne peut s'accommoder d'une dissidence religieuse qui menace le souverain resté catholique. Après la mort de Charles Quint, la dissidence devient révolution face à la répression du fils de Charles, Philippe II, et les Pays-Bas du Nord obtiennent finalement leur indépendance sous le nom de Provinces-Unies. Les territoires qui formeront plus tard la Belgique et certaines provinces du Sud des Pays-Bas restent possessions espagnoles, après de nombreux troubles, l'extermination des anabaptistes (voir par exemple David Joris) et l'exil de nombreux protestants du sud.

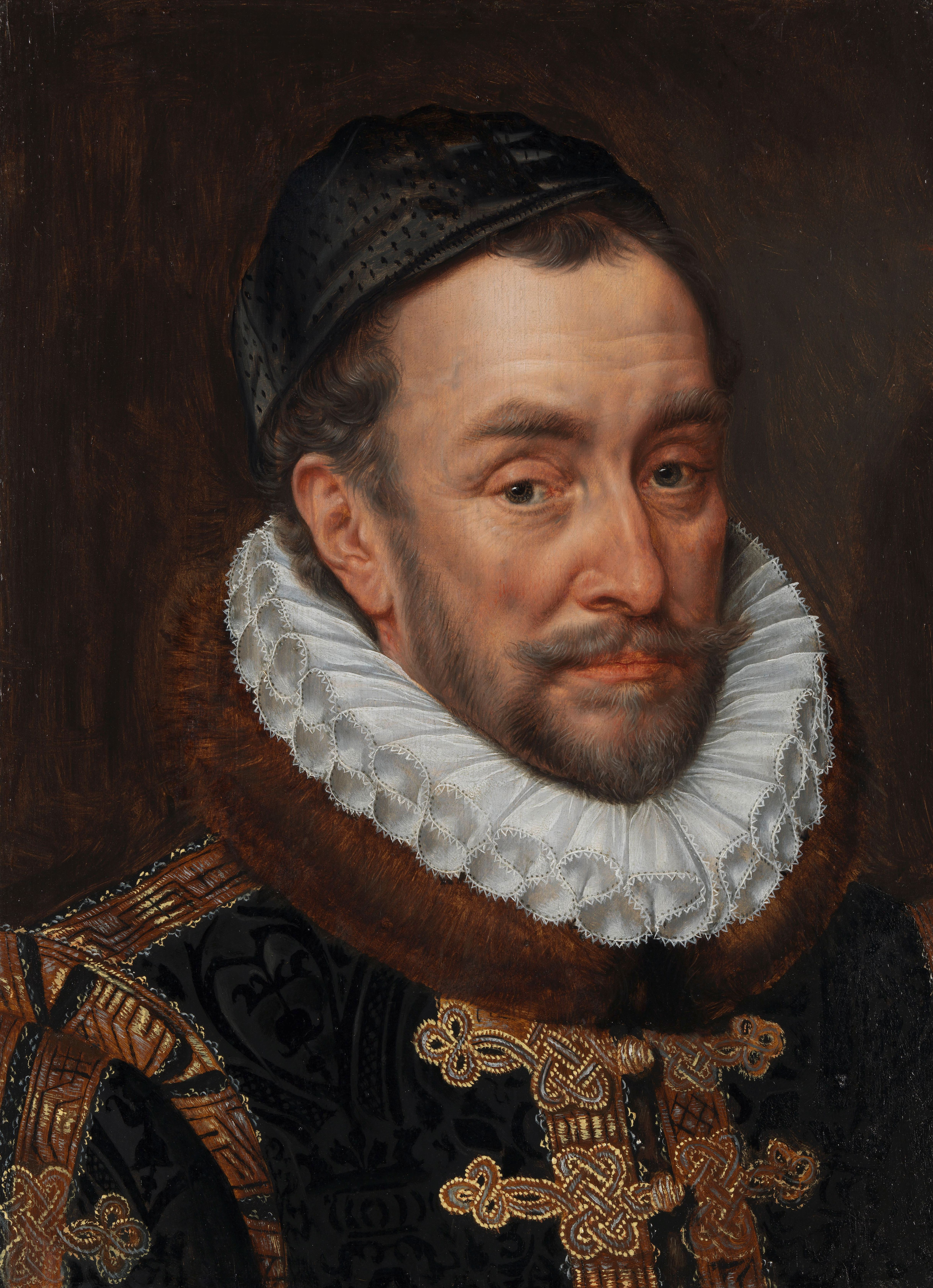
Guillaume d'Orange
par Adriaen Thomasz Key, c. 1575.

Ce conflit commence à cause des excès de la répression espagnole contre les protestants et la volonté du successeur de Charles Quint, son fils Philippe II, de réformer les constitutions locales. L'opposition à cette politique se matérialise dans le compromis des Nobles par lequel la noblesse formule des revendications qui expriment la volonté générale, soutenue par le peuple, de conserver les privilèges, c'est-à-dire les droits, reconnus aux villes et provinces depuis les ducs de Brabant et leurs successeurs les ducs de Bourgogne et confirmés par Charles Quint. Ces droits s'expriment à travers une institution appelée les États-Généraux dont le Conseil d'État siégeant à Bruxelles est la matérialisation. Il s'agit d'un véritable gouvernement des Pays-Bas. En réponse à ce qu'il considère comme un refus d'obéissance, Philippe II envoie des troupes et fait arrêter les chefs de l'opposition, les comtes d'Egmont et de Hornes et leur exécution capitale a lieu sur la Grand-Place de Bruxelles.
Sous la direction du prince Guillaume d'Orange, dit Guillaume le Taciturne, un soulèvement éclate. Les conflits successifs qui se développent ensuite opposent des nobles ralliés soit à l'Espagne, soit au mouvement indépendantiste, les habitants étant tiraillés entre les deux camps, avec cette circonstance aggravante de la division entre catholiques et protestants, ce qui complique encore la situation. Certains habitants s'engagent dans les troupes de l'un ou l'autre camp, les autres forment traditionnellement des milices communales qui, malgré les défaites, combattent les Espagnols, surtout pour la défense des droits proclamés par des chartes parfois anciennes de plusieurs siècles. Exilé au nord, le prince d'Orange fait un bref retour à Bruxelles avec la caution de la reine d'Angleterre qui a envoyé son ambassadeur pour accompagner le prince, sous les acclamations des Bruxellois, jusqu'à sa résidence qui avait été saisie par le pouvoir espagnol. Puis une candidature de l'archiduc autrichien Matthias, choisi par le camp indépendantiste pour exercer le pouvoir, est suivie de celle du duc d'Anjou. Celui-ci, pressé de saisir le pouvoir, tente un putsch à Anvers. Protestants et catholiques, réconciliés pour le coup, lui infligent une défaite et, finalement, sous l'incessante pression espagnole, le prince d'Orange et ses tenants doivent se réfugier aux Pays-Bas du Nord où Orange sera assassiné par un mercenaire du roi d'Espagne.
Ces troubles privent Anvers de sa prépondérance économique. La ville se vide de la majorité de sa population qui fuit vers les Provinces-Unies ou le Saint-Empire romain germanique. C'est un peu plus tard qu'Amsterdam prendra sa place. Bruxelles devient même une république protestante pendant 10 ans avant de retomber sous l'autorité espagnole à l'issue d'un siège d'un an. La guerre conduite par le prince d'Orange (la guerre de Quatre-vingts Ans) finira, longtemps après la mort de celui-ci, par une paix qui sépare définitivement les Pays-Bas du Nord de ceux du sud (future Belgique).
Au cours du XVIIe siècle les guerres opposant la France à l'Espagne et aux Provinces-Unies dessinent à peu près la frontière actuelle entre France et Belgique. À la suite d'opérations militaires comme la bataille de la Peene à Noordpeene en 1677, le traité de Nimègue en 1678 vient entériner notamment le rattachement à la France des châtellenies de Cassel, Bailleul et Ypres. Cette dernière sera rendue avec Furnes et Tournai au traité d'Utrecht, en 1713. Lors de ce même traité, la couronne d'Espagne passe aux Capétiens, avec Philippe V d'Espagne, petit-fils de Louis XIV. Les Pays-Bas du Sud, à ce moment tenus par des garnisons de mercenaires hollandais, passent des Habsbourg d'Espagne aux Habsbourg d'Autriche et deviennent les Pays-Bas autrichiens.

## Les Pays-Bas autrichiens (1715-1792)

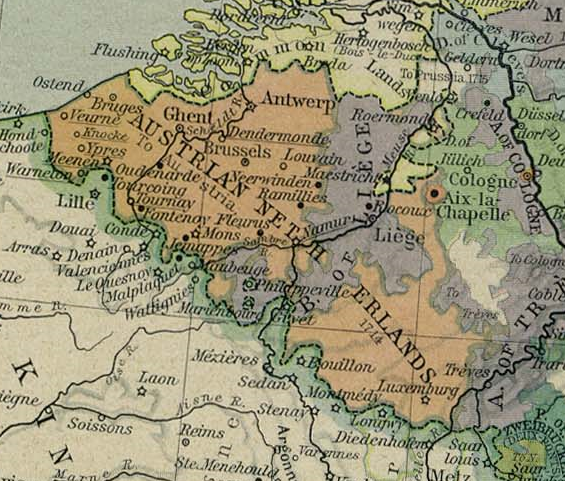
Les Pays-Bas autrichiens en 1786, coupés en deux par la principauté de Liège.

Lode Wils, dans son Histoire des nations belges présente les Pays-Bas espagnols/autrichiens comme un État fédéral catholique, gouverné par des rois étrangers. Ce sentiment d'appartenir à un État-nation conduira notamment à l'émergence d'une "historiographie nationale des Pays-Bas méridionaux", portant sur l'histoire des Belges (Des Roches en 1782, puis Dewez en 1805 et De Smet en 1822), appuyée sur des descriptions d'anciens géographes tels que Guichardin, de Wastelain et d’Ortelius.
Déjà, sous le régime espagnol, les cartographes désignaient les Pays-Bas sous les appellations de Belgica Foederata pour les Pays-Bas du nord et Belgica Regia pour les Pays-Bas du sud, future Belgique indépendante.
Ce sentiment belge est d'ailleurs confirmé lorsque, en 1757 à Vienne, le Conseil suprême des Pays-Bas est supprimé et remplacé par un "Bureau belge" au sein de la chancellerie du Saint-Empire à Vienne.
Il faut toutefois rappeler que le mot "belge" fait référence aux Pays-Bas du Sud, à l'exclusion donc de la Principauté de Liège. Ainsi, en 1792, les patriotes liégeois et belges réfugiés à Paris vont se réunir en un Comité des Belges et Liégeois unis (sous la direction de Walckiers). Mais les Liégeois vont toutefois rapidement se considérer comme Belges au fil des révolutions.

## Le ferment des révolutions

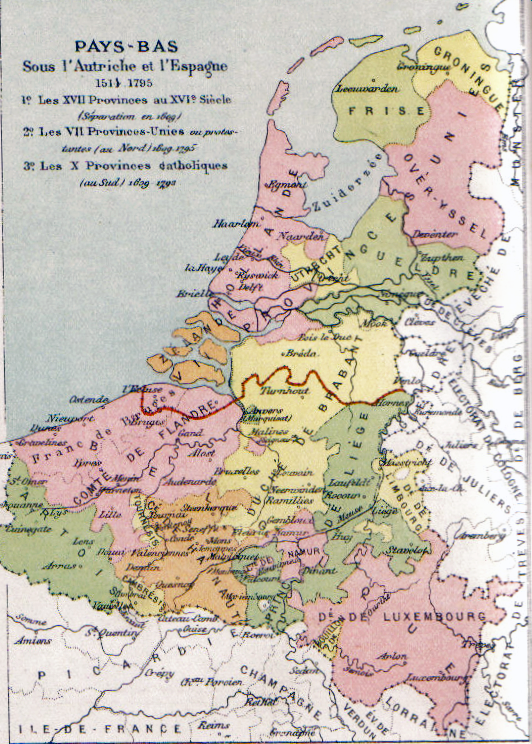
Les Pays-Bas méridionaux (et septentrionaux) sous l'Ancien Régime.

C’est à cette époque qu’eut lieu le renversement de ce que l'on appela plus tard l’Ancien Régime dans les différentes régions qui composent aujourd’hui la Belgique. Cette époque marque également le début de leur unification politique.
Jusque-là, sous ce régime, chacune des principautés avait sa législation propre, ses pratiques juridiques, sa fiscalité et ses coutumes reconnues par des « privilèges » attribués au cours des siècles par la noblesse et les souverains obligés d'abandonner, petit à petit, des morceaux de leur pouvoir devant les revendications et les soulèvements. Dans l'ensemble, cependant, les pouvoirs locaux ne contestaient pas une autorité supérieure comme celle des ducs de Bourgogne ou de Charles Quint, mais dès que la population et les nobles ressentaient un excès d'autoritarisme, ils réagissaient jusqu'à la révolte armée. Ainsi, l'autoritarisme de Philippe II avait dressé contre lui le peuple, comme cela s'était déjà passé contre les ducs de Bourgogne et Charles Quint. Durant le sanglant conflit contre le pouvoir espagnol, le titre royal de Philippe II ne fut cependant pas contesté, au début, car on continuait à l'appeler le roi, même si on lui contestait le droit d'enfreindre les traités garantissant les droits acquis par le peuple. Cette situation que l'on peut qualifier de « schizophrénie politique » qui consistait à combattre un pouvoir royal que l'on prétendait respecter se compliquait encore par les oppositions entre catholiques et protestants. Quant aux différences linguistique entre les différentes contrées, elles ne constituaient pas un sujet de discorde car les peuples en grande partie illettrés n'avaient guère de communications avec leurs voisins de langue différente. Même à l'intérieur d'un même domaine linguistique les patois dressaient des barrières, que ce soit dans le domaine flamand ou dans le domaine roman. Quant aux dirigeants et aux clercs (l'administration) ils parlaient deux langues pour nombre d'entre eux et, d'ailleurs, souvent, la langue française est utilisée, dans la pratique, comme langue de communication.
L’aire politique de ces territoires était éclatée entre duchés, marquisats, etc., comme cela était dans les autres pays d'Europe sous l'Ancien Régime, ces diverses composantes luttant avec plus ou moins de bonheur contre le centralisme de Malines, puis de Bruxelles sous les ducs de Bourgogne, puis sous Charles Quint. Situation inverse de celle de la France où le pouvoir royal était progressivement parvenu à restreindre à son profit les pouvoirs locaux des nobles et des parlements. La principauté de Liège formait un État à part entière coupant en deux les Pays-Bas méridionaux. S’ils avaient un prince unique depuis les ducs de Bourgogne, les Pays-Bas, sous l’Ancien Régime, n’ont jamais constitué un royaume uni sous une commune loi unique. Cependant, Charles Quint les constitua en un ensemble homogène par la pragmatique sanction destinée à en interdire le démantèlement. Et c'est donc dans la logique féodale que les populations, et même les nobles insurgés, donnaient au fils de Charles Quint, Philippe II, le titre de roi, car le régime féodal fonctionnait sur le principe d'une pyramide de pouvoirs subordonnés les uns aux autres, jusqu'au pouvoir suprême du roi que tous, pour cette raison, considéraient comme le titulaire légal de ce titre qui n'était pas expressément cité dans les constitutions des principautés et provinces, comme l'on disait à l'époque. L'attribution de ce titre découlait et résumait la multiplicité des titres de Charles Quint et de Philippe II, duc, comte et autres. Et cela est démontré par les nombreuses citations de discours et proclamations des insurgés qui, même, pendant la guerre des Quatre-vingts Ans, continuèrent longtemps à reconnaître ce titre à celui qui était devenu leur ennemi.

« C’était une confédération de principautés unies à leurs souverains dans le cadre d’un lien personnel. Le prince était duc de Brabant, comte de Hainaut, comte de Namur…, mais ne portait pas officiellement le titre de roi des Pays-Bas. Dans ce contexte, la « nationalité » était d’abord principautaire : on était avant tout Hennuyer, Brabançon, Luxembourgeois… À la fin du XVIIIe siècle, en dépit des efforts de centralisation entamés par les ducs de Bourgogne et renforcés par leurs successeurs de la maison de Habsbourg, existaient au niveau des administrations publiques des diverses principautés ou provinces comme on avait coutume de les appeler, des interdictions professionnelles qui frappaient celui qui n’était pas « né et nationné » de la province [c'est-à-dire, né dans la province de parents, eux-mêmes, nés dans la province] »

Il faut ajouter à cela de très nombreuses principautés romanes indépendantes ou autonomes, tel que la principauté de Stavelot-Malmedy (600 km2), le duché de Bouillon (230 km2), le comté d'Empire de Fagnolle (correspondant à un village mais battant néanmoins sa propre monnaie), quelques enclaves françaises (Mariembourg, Philippeville…)… Cet inventaire n’est pas exhaustif.

### La période des révolutions 1789-1830
Ces multiples frontières furent balayées lors de la période française qui suivit les soulèvements des révolutions brabançonne et liégeoise. Les révolutionnaires firent table rase de l'ancienne organisation politique et des différentes dénominations géographiques. Ils divisèrent le territoire en neuf départements français : le duché de Brabant sera divisé entre les départements de la Dyle et des Deux-Nèthes, le département de l'Ourthe correspondra à la partie centrale de l'ancienne principauté de Liège, le comté de Hainaut deviendra le département de Jemmapes, etc.
Cette division administrative perdurera à l'époque du royaume uni des Pays-Bas puis dans le royaume de Belgique, bien que la dénomination des provinces changeât.
Mais avant cela, l'ancien régime avait été définitivement ébranlé par les peuples.

#### Les révolutions liégeoise et brabançonne

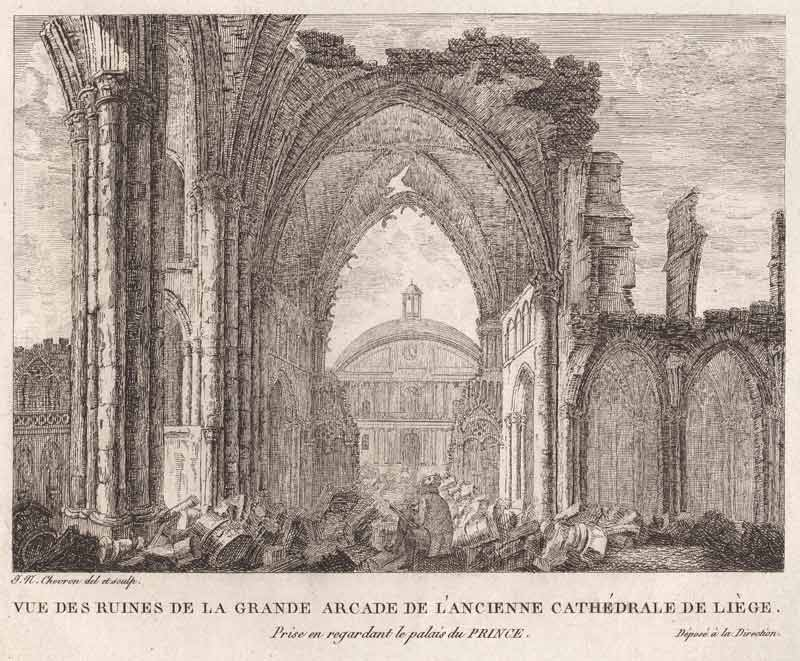
Destruction de la cathédrale Saint-Lambert.

La révolution liégeoise (en wallon Revolucion lidjwesse ou Binamêye revolucion) est la période qui va de 1789 à 1795, et qui entraînera la disparition de la principauté de Liège après huit siècles d'existence.
Selon certains historiens, la révolution liégeoise était un miroir de la Révolution française ou en était même une partie. La Révolution en France commença simultanément en 1789 et dans cette interprétation la révolution à Liège continuait après le retour temporaire du prince ; elle connut une deuxième phase avec l'entrée des troupes révolutionnaires en 1792, et une troisième phase en 1794 avec le deuxième retour des Français. Alors, la révolution finit en 1795 par la disparition de la principauté et son incorporation à la Première République française. Pendant cette phase la révolution a montré des épisodes extrêmes, par exemple la démolition de la cathédrale Saint-Lambert par les révolutionnaires liégeois mais également des épisodes prometteurs : les Liégeois purent, pour la première fois, exprimer leur volonté à travers des élections au suffrage universel masculin et un référendum pour la réunion de la principauté à la France.
Selon d'autres, la révolution se déroula pendant la période où le prince-évêque était absent, dès son départ pendant la nuit du 26 au 27 août 1789 jusqu'à son retour le 12 février 1791. Dans cette interprétation, la révolution liégeoise était la contrepartie de la révolution brabançonne dans les Pays-Bas autrichiens, qui avait échoué.
Cependant, on remarquera que la révolution liégeoise, à l'instar de la Révolution française, a pour but une remise en question profondément progressiste de l'ordre politique et social, à l'opposé de la révolution brabançonne qui s'inscrit dans la contestation et le rejet des réformes de Joseph II, les unes progressistes visant à régulariser le statut des protestants et supprimant plusieurs congrégations religieuses trop nombreuses et vivant souvent aux dépens de la population tout en réglementant les coutumes héritées de la religion, notamment quant aux jours de fêtes chômées jugés trop nombreux. Parallèlement, la volonté d'éradiquer les coutumes partait d'un principe réactionnaire qui visait à démanteler ce que l'on appelait les « privilèges », terme qui désignait les droits arrachés aux féodaux au cours de l'histoire et qui dotaient les villes et pouvoirs locaux de droits de justice et d'une forme de protection sociale liées aux métiers qui paraissaient intolérables pour un despote éclairé entendant tout réglementer depuis Vienne.
Les contradictions contenues dans les réformes provoquent un double courant de protestations, l'un conservateur, attaché aux coutumes et traditions dans leur ensemble, l'autre libéral favorable aux principes du siècle des Lumières, mais hostile au despotisme des empereurs à Vienne désireux de moderniser les structures de leurs États. Le premier courant a pour chef de file l'avocat Henri van der Noot, le deuxième est groupé derrière l'avocat Vonk.
En 1789, une insurrection éclate à Bruxelles, en bonne partie réactionnaire et cléricale sous la direction de Van der Noot, qui anéantit les principales réformes du despote éclairé, notamment l'Édit de Tolérance (1781) qui avait tenté d'éradiquer les discriminations dont souffraient les protestants. Cependant le camp libéral des vonckistes se joint à la révolution, les édits de Joseph II s'étant attaqués à des libertés telles que le droit de justice selon les lois locales que l'empereur voulait réformer en l'unifiant dans un droit impérial unifié conçu à Vienne.
Les États-Généraux ne reconnaissent plus l'autorité du souverain et l'armée impériale est battue à Turnhout le 24 octobre 1789.
Cette révolution brabançonne donne lieu à des proclamations d'indépendance des différents États, et la création, le 11 janvier 1790, de la confédération des États-Belgiques-Unis. La discorde entre les partis réactionnaire de Vander Noot et progressiste de Vonck gêne cependant considérablement la défense du pays et favorise le retour des troupes régulières Saint-Empire qui rétablissent l'autorité impériale en octobre 1790.

## Les États belgiques unis (1790)
Cette révolution brabançonne a donné lieu à un État indépendant, les États belgiques unis.
Les États belgiques unis ne durèrent qu'une année, néanmoins le qualificatif Belgique s'imposa définitivement pour désigner les Pays-Bas autrichiens pendant la période française. L'adjectif belge fut désormais utilisé par les Français pour qualifier les habitants des anciens Pays-Bas autrichiens, par opposition aux citoyens de la Principauté de Liège.

## Période française (1795-1814)

Subdivisions territoriales de la Première République française. Le territoire des actuelles province wallonne de Luxembourg et Grand-Duché de Luxembourg correspond au département des Forêts.

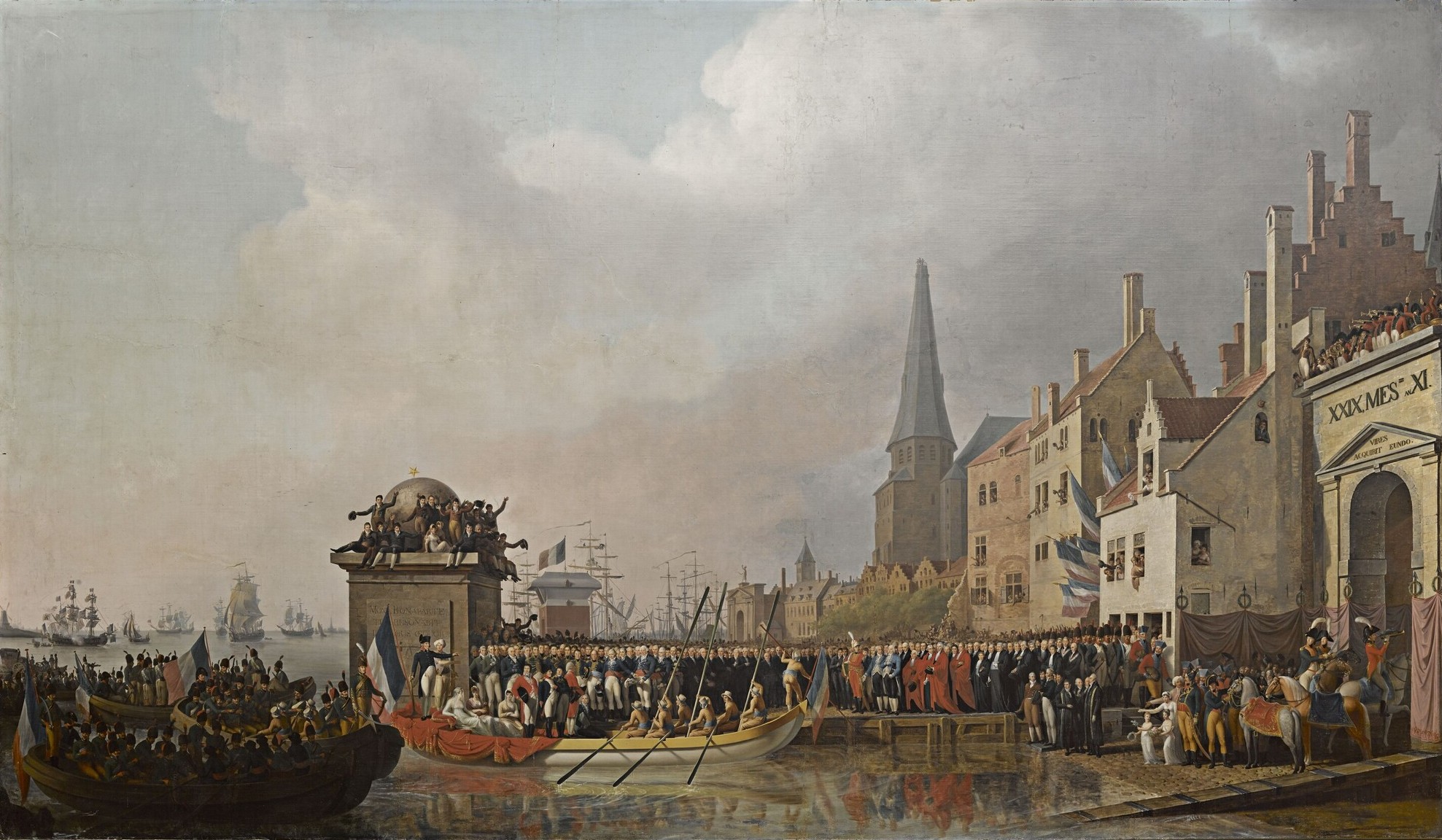
Bonaparte et Joséphine visitant Anvers en 1803.

À peine les autorités impériales et le prince-évêque étaient-ils rétablis dans leurs possessions que les armées de la Ire République française envahirent le pays. Après des événements militaires aux fortunes diverses, la France annexa finalement l'ensemble du territoire de la Belgique actuelle, Liège inclus.
Si la France unifia politiquement, pour la première fois, la principauté de Liège et les Pays-Bas méridionaux dans le vaste ensemble que formait l'Empire, à la fin du régime français, on distinguait encore régulièrement les Belges des Liégeois. Ce n'est que sous la période hollandaise que la distinction disparut : en effet, le nouveau royaume uni des Pays-Bas était désormais divisé en deux camps : d'un côté les "Hollandais", à soixante pour cent Réformés, avec près de trente pour cent de catholiques, héritiers des traditions de liberté de culte des Provinces-Unies et de l'autre les Belges à près de cent pour cent catholiques, héritiers des territoires soumis à l'Espagne. Les Liégeois s'allièrent naturellement aux Belges et c'est dans ce contexte que la fusion « psychologique » entre principautaires liégeois et Belges s'opéra.
La période française que connurent les territoires qui forment actuellement la Belgique est une époque charnière dans l’histoire de ce pays :

« Elle consacre, en effet, la fin des privilèges et du régime seigneurial, la naissance des droits de l’homme, d’un nouvel ordre institutionnel, économique, social et juridique. Elle place sur le devant de la scène un personnage jusque-là effacé dans le débat politique : le peuple. Elle laisse des traces profondes non seulement dans les dispositions législatives ou l’organisation administratives, mais aussi dans les gestes les plus anodins de la vie quotidienne : songeons au bouleversement engendré par la généralisation du système métrique ou du papier-monnaie. Enfin pour notre pays, l’époque française scelle la réunion des provinces des Pays-Bas méridionaux avec la principauté de Liège. »

Si l'Empire français consacre la fin définitive des anciennes divisions territoriales ainsi que la caducité des traités qui, sous l'Ancien Régime, avaient condamné la fermeture de l'Escaut, une hostilité ne se répand pas moins parmi la population belge. L'économie tire certains avantages de la présence française, comme le développement de l'arsenal maritime d'Anvers ou des manufactures d'armes, mais la consommation est pénalisée par le blocus continental. Les catholiques belges, très ultramontains, sont choqués par la rupture entre l'empereur et Pie VI. La conscription, qui enrôle les jeunes gens dans l'armée de Napoléon, représente un poids croissant : 110 000 conscrits en 1809, 120 000 en 1812, 160 000 en 1813, dont beaucoup laissent leur vie dans les campagnes de Russie et d'Allemagne. Cela déclenche des mouvements comme la guerre des paysans qui sévit en Wallonie dans les dernières années de l'empire. À la fin de 1813, l'insoumission et la désertion atteignent un tel niveau que Paris renonce à appliquer en Belgique la levée de novembre 1813. Pour autant, quand les coalisés entrent en Belgique pendant l'hiver 1813-1814, seule une petite minorité les accueille en libérateurs : cette neutralité de fait des Belges n'incline pas les puissances coalisées en leur faveur et les empêchera d'être représentés au congrès de Vienne.

### Chronologie
- 1789-1790 : Les Pays-Bas autrichiens et la principauté de Liège se soulèvent contre leurs souverains respectifs.
- 1790-1792 : Retour dans le Saint-Empire .
- 1792-1793 : Occupation française.
- 1793-1794 : Retour dans le Saint-Empire
- 1794-1795 : Réoccupation française.
- 1795-1799 : Directoire.
- 1795 : Annexion à la France des « neuf départements réunis »
- 1797 : L'empereur du Saint-Empire renonce à sa souveraineté sur les Pays-Bas et la cède à la France lors du traité de Campo-Formio, les anciens Pays-Bas du Sud font ainsi partie selon le droit international de la République française et non plus du Saint-Empire[27].
- 1799-1805 : Consulat.
- 1805-1814 : Premier Empire.
- 1814 : Chute de l'Empire, la Belgique est mise sous tutelle des Alliés puis, en 1815, intégrée au royaume uni des Pays-Bas pour reconstituer l'unité perdue des anciens Pays-Bas.

## Le royaume uni des Pays-Bas (1815-1830)
Pour affaiblir la France au congrès de Vienne en 1815, les trois grands vainqueurs se partagent l'Europe sans tenir compte des sentiments nationaux. Se référant à une époque historique ancienne, ignorant les évolutions historiques divergentes des deux entités, ils décident de reconstituer les anciens Pays-Bas et réunissent les territoires des Pays-Bas autrichiens (la future Belgique) à ceux des anciennes Provinces-Unies (les Pays-Bas du Nord). Ainsi naît une sorte d'État tampon au nord de la France. L'union des deux pays formait une barrière contre un éventuel réveil des ambitions françaises. En outre, il y avait une complémentarité économique entre le Sud, avec son charbon et sa métallurgie naissante, et le Nord, avec ses capitaux à investir, sa flotte marchande et ses colonies. À la tête de ce royaume uni des Pays-Bas (ou royaume des Belgiques), on place Guillaume Ier d'Orange.
Le 18 juillet 1815, le roi publie une constitution en vue de la fusion des deux Pays-Bas. Au nord, les États-Généraux l'acceptent à l'unanimité. Au sud, elle est soumise à 1603 notables belges ; 527 vont voter « pour » et 796 « contre » (dont 126 pour des motifs religieux). Le résultat était donc « contre » à 60 %. Toutefois, dans le décompte des voix, les 280 abstentions seront considérées comme des votes « pour », et il en ira de même pour les 126 votes « contre » à motifs religieux. Le résultat devint alors 933 « pour » et 670 « contre ». Et c'est ainsi que, le 24 août, le gouvernement proclama l'acceptation de la constitution à 58 %.
L’opposition aux « Hollandais » était pourtant déjà patente. Ainsi, le 6 mars 1814, plus d'un an avant la naissance du Royaume-Uni, un agent britannique rapportait qu'en Belgique « la quasi-totalité des classes de la société (…) rejettent de façon très nette la Hollande et la Maison d'Orange ».
Dans les faits, la population assiste donc au rétablissement des Pays-Bas d'avant 1581, cette fois sous la forme d'un État garantissant la liberté de culte mais où la présence à côté de nombreux dirigeants catholiques de dirigeants protestants heurtait la sensibilité des milieux catholiques des anciens Pays-Bas du Sud qui n'étaient pas encore capables d'accepter le pluralisme.
Le premier antagonisme, le premier grief, est donc logiquement religieux, et la situation inversée par rapport à 1581. Les 3,5 millions de Belges, des provinces du Sud sont majoritairement d'origine catholiques et intégrés dans un nouvel État où de nombreux dirigeants étaient issus des milieux protestants qui formaient une population d'un million deux-cent mille personnes dans les provinces du Nord, y formant la classe urbaine anciennement cultivée, où ne vivaient que 900 000 catholiques, souvent dans le monde rural, ne formant que 40 % de ces provinces, et un roi protestant. De plus, l'égalité des religions est décrétée : le clergé catholique se sent alors menacé par la minorité des vingt-cinq pour cent de protestants du royaume, et soutient l'opposition dans les campagnes. Cette opposition est surtout marquée en Flandre, et menée par l'évêque de Gand, Maurice de Broglie : une partie du clergé interdit aux catholiques de prêter serment à la nouvelle Constitution, ce qui les oblige à renoncer à une carrière dans la fonction publique. Ainsi, comme en 1581, la religion sera une des causes directes de la scission des Pays-Bas.
Le second antagonisme est économique, encore que le débat soit controversé. Les Belges se plaignaient de la mise en commun de la dette publique : le Nord avait tenu à y inscrire les anciennes dettes des Provinces-Unies, de la République batave et du royaume de Hollande alors que le Sud était exempté de sa part de la dette publique de la France. Pour certains auteurs, le gouvernement favorisait les investissements dans le Nord et le roi allait jusqu'à freiner le développement du port d'Anvers pour favoriser les ports du Nord. D'autres, au contraire, insistent sur les efforts du gouvernement pour développer l'industrie belge, en imposant des tarifs protectionnistes pour la protéger de la concurrence britannique, en favorisant Anvers et Ostende à l'égal des ports hollandais, en créant la Société générale (future Société générale de Belgique) pour favoriser l'investissement, en développant les écoles, les industries, les canaux. Les gens du Nord ont autant de raisons de se plaindre de la charge économique représentée par le Sud que l'inverse et les discussions tournent rapidement au dialogue de sourds : aux réunions des États, les députés du Nord et du Sud ont tendance à voter à l'opposé l'un de l'autre. Dès 1816, les ambassadeurs d'Autriche, de Russie et de Prusse ont perdu toute confiance en la réunion des deux Pays-Bas.
Parallèlement à ces deux antagonismes, le gouvernement devenait de plus en plus autoritaire, vis-à-vis de la liberté de la presse (sous couvert de troubles de l'ordre public) et du clergé catholique. Ainsi, les opposants à ce despotisme se rassemblent, réclamant la responsabilité ministérielle devant le Parlement, ainsi que la liberté de la presse et de l'enseignement.
Cette opposition catholique-libéral sera uniquement belge : les catholiques du nord n'ont aucune influence (depuis 1581) et peu de libéraux du nord s'y rallient, préférant rester fidèles au roi. Cela peut s'expliquer par le favoritisme pro-hollandais du royaume (dans la fonction publique et l'armée), mais également par le fait que les Belges étaient majoritaires. Leur faire trop de concessions reviendrait à les laisser gouverner le pays, ce que ni le roi ni la population du nord n'accepteraient. La fidélité au roi restera d'ailleurs très présente aux Pays-Bas : pas de question royale à la belge, même sous le règne de l’anti-démocrate Guillaume III des Pays-Bas.
Le soulèvement des Belges est alors inévitable, et l'élément déclencheur sera la seconde vague des révolutions en Europe (en 1830). La bourgeoisie prendra alors le pouvoir en août 1830 et, face au souverain absolutiste étranger, sera soutenue par toutes les couches de la société dans l'ensemble du pays, villes et campagnes comprises en Flandre et en Wallonie. On note bien l'hostilité à la révolution d'une partie de la bourgeoisie francophone de Flandre, partisane du roi de Hollande en raison des avantages économiques de sa politique libérale. Mais ce mouvement n'aura pas de succès. Après la défaite hollandaise dans les rues de Bruxelles suivie du bombardement d'Anvers et d'une tentative avortée de retour de l'armée hollandaise — tentative condamnée par les puissances du traité de Vienne sauf la Russie — la Belgique est reconnue internationalement et dotée d'un statut de neutralité sous la garantie de la France et de l'Angleterre.
Quant à la question linguistique, si, au XXe siècle, elle est prépondérante, il n'en fut d'abord rien à l'époque, comme on peut le constater à travers les publications politiques et la presse des premières années qui suivent l'installation du nouveau régime. Aucune opposition sérieuse de nature linguistique n'apparaît chez les adversaires du roi des Pays-Bas. Cependant, l'arrêté royal du 15 septembre 1819 établit le néerlandais comme langue officielle dans les provinces néerlandophones pour la justice et l'administration, les langues populaires n'étant pas protégées (ainsi en ira-t-il de l'allemand dans le Luxembourg). Au début, la bourgeoisie francophone de Flandre ne se sent pas menacée, et pour cause : Guillaume Ier lui-même, bien que roi des Pays-Bas, était francophone (tout comme une bonne partie de la bourgeoise européenne de l'époque). Quant aux Wallons, n'étant pas inclus, au début, dans l'arrêté royal de néerlandisation, ils ne réagissent pas à ce qui ne les concerne pas. Mais la pression graduelle d'une politique linguistique pro-néerlandaise finit par émouvoir l'ensemble de la population de Wallonie et de Bruxelles, surtout dans la bourgeoisie bruxelloise, en bonne partie d'origine flamande mais francisée. Quant à la Flandre, elle a très peu de liens culturels avec les Pays-Bas proprement dits, étant restée dialectale et, pour cette raison, elle est réfractaire au néerlandais policé que l'on veut lui imposer. Finalement, les griefs linguistiques éclatent brutalement, en 1829, lorsque le roi impose l'usage du néerlandais aux élites et à l'administration de l'ensemble du pays, justice, police, armée. C'est que, à ce moment-là, on ne peut même plus rédiger son testament en français, sous peine de nullité.

### La révolution de 1830 et l’indépendance

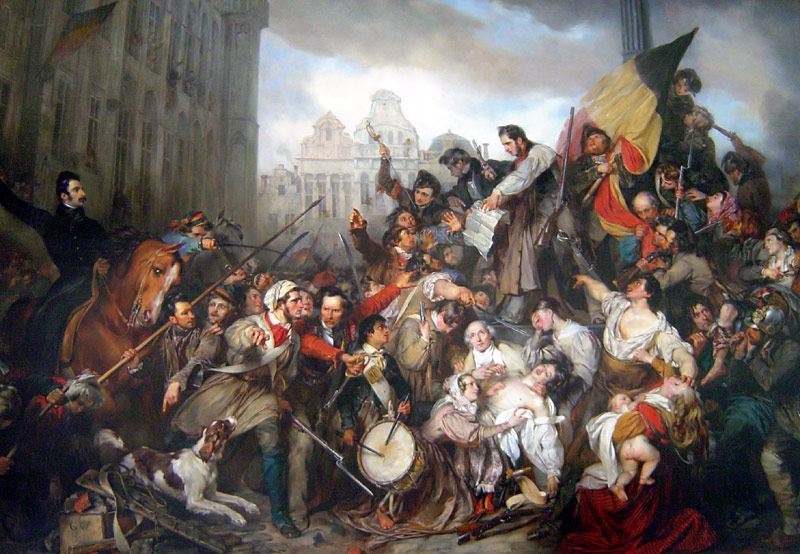
Épisode des Journées de Septembre 1830 sur la place de l'Hôtel de ville de Bruxelles (1835).

Le 25 août 1830, peu après la Révolution de Juillet en France, Bruxelles se soulève. Les troubles se propagent dans tout le pays et le 27 septembre les troupes gouvernementales, d'abord battues à Bruxelles, reculent partout devant les soulèvements des villes et des campagnes et, en un mois, évacuent l'essentiel des provinces du Sud (seules les citadelles d'Anvers, de Maastricht et de Luxembourg restent aux mains de troupes loyalistes).
Dès le 26 septembre, une commission de sûreté est formée à Bruxelles, devenue rapidement gouvernement provisoire. Le 4 octobre 1830, l'indépendance nationale est proclamée et un Congrès national est réuni qui élabore une Constitution promulguée le 7 février 1831. Le congrès, devenu un parlement à deux chambres, la Chambre des députés et le Sénat, recherche un roi et propose le duc de Nemours, fils de Louis-Philippe. Ce dernier refuse par une prudence que lui dicte l'hostilité des puissances européennes à l'installation d'un roi français à Bruxelles, ce qui rappellerait les diverses tentatives de domination française sur la Belgique à travers l'histoire, jusqu'à la récente annexion par la république et l'empire. Une union personnelle du pays avec le roi des Pays-Bas ou de son fils est un temps envisagée par certains conservateurs. Selon les tenants de cette formule, celle-ci n'en aurait pas moins préservé l'indépendance belge, le roi de Hollande ou son fils régnant à la fois sur deux pays séparés. Un tel régime apparaît comme équivoque en ce qu'il ne semble pas garantir une véritable indépendance. Aussi, cette solution est rejetée par le gouvernement et par la population qui ne veut plus des Hollandais. Et ce, d'autant plus que ce qui reste de l'armée hollandaise, réfugiée dans la forteresse d'Anvers avait sanctionné sa défaite en bombardant inutilement la ville, y causant destructions et victimes.
La partition entre la Belgique et la Hollande excite les appétits en Europe. Le goût des annexions n'a pas disparu. Si le roi des Pays-Bas n'a pas été capable de garder les Belges, les Français se verraient bien à sa place. Mais, pour éviter des rivalités qui déclencheraient une nouvelle guerre européenne, le ministre français Talleyrand, ambassadeur à Londres, propose un partage de la Belgique. La France prendrait le plus gros morceau avec la Wallonie plus un morceau de Flandre à l'ouest de l'Escaut, le Brabant flamand et Bruxelles, Liège étant donné à la Prusse sans la moindre considération pour la francophilie des Liégeois, les Anglais recevant presque toute la Flandre jusqu'à l'Escaut, Anvers y inclus. Alexandre Gendebien, membre du gouvernement provisoire de Bruxelles, répond tout net, le 6 janvier 1831, par un refus assorti de la menace d'un soulèvement général des Belges contre les armées que les puissances enverraient pour accomplir le dépeçage. Alors que les suites de la révolution polonaise et celles des journées de juillet, en France, ne sont pas encore apaisées, les puissances réunies à Londres veulent éviter une contamination belge chez les peuples voisins. La conférence reconnaît donc l'indépendance belge en janvier 1831 en assortissant celle-ci d'un régime de neutralité.

## La Belgique: 1830-1914

### Un État en formation
Le 4 octobre 1830, l'indépendance a donc été proclamée par le gouvernement provisoire formé le 26 septembre 1830, et le 3 novembre un Congrès national est élu par 30 000 électeurs et s'ouvre le 10 novembre 1830 sur fond de combats qui se poursuivent contre l'armée hollandaise en retraite. Le 18 novembre, le congrès national belge confirmera en quelque sorte le décret du 4 octobre au sujet de l'indépendance de la Belgique. Le 7 février 1831 il approuve une constitution. La majorité de ces électeurs provenant de la bourgeoisie, le français est choisi comme seule langue officielle. L'opinion commune était qu'il y avait une majorité de francophones en Belgique, puisque le français était, à l'époque, la langue des élites, celle de la classe dominante qui s'empara du pouvoir en 1830. En Flandre comme en Wallonie et à Bruxelles, le peuple use de langues régionales.

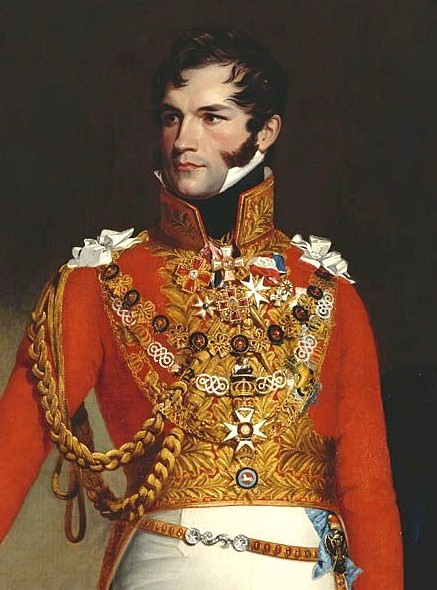
par George Dawe.

Le 4 novembre 1830, une conférence s'ouvre à Londres sur l'avenir de la Belgique : les grandes puissances décident finalement de reconnaître la Belgique indépendante le 20 janvier 1831. L'Angleterre, d'abord hostile à la révolution belge qui enfreint le traité de Vienne qui avait construit le royaume des Pays-Bas comme barrière contre la France, finit par se rallier à l'indépendance belge avec l'accord de Talleyrand, ambassadeur de France à Londres. Celui-ci, comprenant qu'il ne pourrait imposer la division du pays au profit de ses divers voisins, dont la France, sous peine de provoquer un nouveau soulèvement belge, soutint l'idée de l'indépendance, d'autant que toute prétention française sur la Belgique rappelait fâcheusement aux souverains européens la république et l'Empire.
Le choix d'un régime républicain prôné par les radicaux apparaît impossible car les monarchies européennes ne l'auraient pas accepté. Un royaume est donc fondé, dont le trône est offert, tout d'abord au duc de Nemours, fils du roi de France, dont le père décline l'offre, craignant l'hostilité des grandes puissances européennes à un retour de l'influence française en Belgique, à peine quinze ans après la chute de Napoléon qui avait maintenu la Belgique dans l'empire à la suite de la conquête par la Ire République française. Finalement, le 4 juin 1831, c'est le prince allemand Léopold de Saxe-Cobourg-Gotha, oncle de la reine Victoria, qui devient Léopold Ier de Belgique, premier roi des Belges. Il prête serment devant les chambres réunies et le peuple assemblés en la place Royale de Bruxelles, le 21 juillet 1831. Le traité international qui reconnaît l'indépendance de la Belgique la déclare neutre sous la garantie des grandes puissances dont chacune s'engage à la défendre en cas d'attaque par l'une d'entre elles. La Belgique n'en est pas moins priée d'être capable de se défendre, ce qui sanctionne la naissance définitive d'une armée nationale. En attendant le choix définitif d'un roi, de février 1831 au 21 juillet 1831, une régence est assurée par le baron Érasme-Louis Surlet de Chokier.
En 1833, la convention de Zonhoven met fin officiellement à l'état de guerre avec les Pays-Bas.

### Histoire des frontières

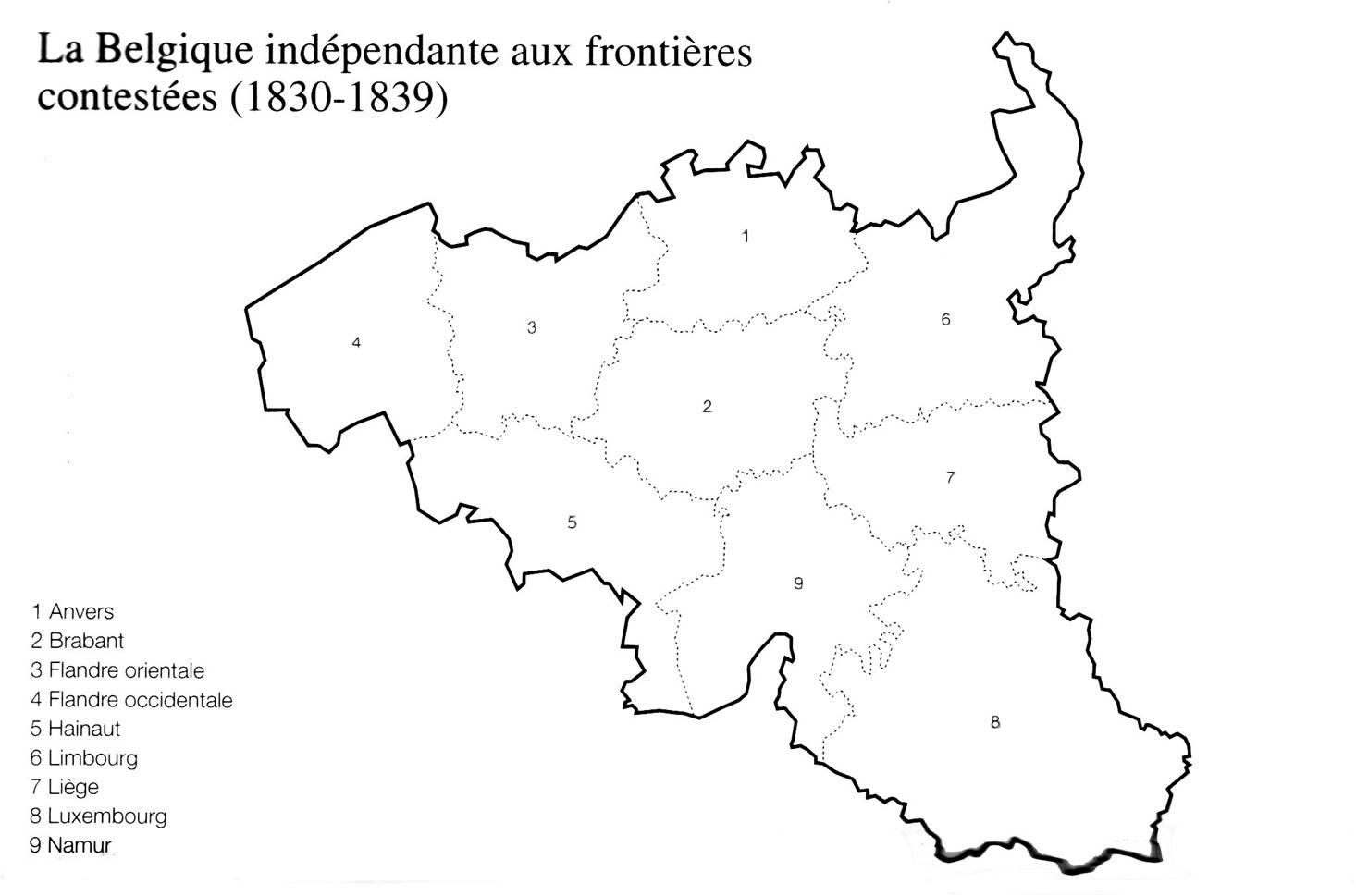
Les anciennes frontières de la Belgique, avant le traité des XXIV articles de 1839, comprenaient l'actuel Grand-duché de Luxembourg et l'actuel Limbourg néerlandais.

En 1839, un traité, le traité des XXIV articles, signé à Londres, rétablit certains territoires aux Pays-Bas :
- l'actuel Grand-duché de Luxembourg ;
- l'actuel Limbourg néerlandais.

La Belgique perd, de ce fait, 4 795 km2, soit un septième de son territoire d'alors (elle fait actuellement 30 528 km2).
Les traités définissant les frontières avec les Pays-Bas datent de 1843.
Les frontières ne furent définitivement fixées qu'en 1919, lors de la signature du Traité de Versailles, qui accorda le territoire des Cantons de l'Est à la Belgique.

### Larévolution industrielle
Au XIXe siècle, disposant de charbon et de fer, la Belgique connaît la révolution industrielle et fut même un temps la deuxième puissance industrielle mondiale, derrière l'Angleterre.
L'essentiel de la puissance industrielle du pays se trouvait toutefois en Wallonie, où existait déjà une tradition séculaire du travail du fer et de l'extraction du charbon. La région devint ainsi le deuxième producteur mondial d'acier et de charbon.
Pour le transport des marchandises, la Belgique poursuivra le développement des canaux et du réseau routier et entreprit dès 1830 la construction de nombreuses lignes de chemin de fer publiques et privées. L’État belge relia la plupart des principales villes par le rail de 1835 à 1843 et le maillage du pays se poursuivra jusqu'au XXe siècle.
Ce développement rapide des voies de communication permit de mettre en relation les diverses industries et de désenclaver certaines régions.

### L'empire colonial

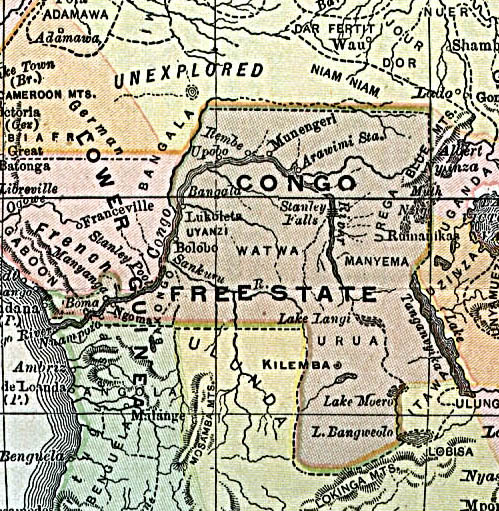
L'État indépendant du Congo, possession personnelle de Léopold II.

Le roi Léopold II (successeur et fils de Léopold Ier, 1865) dirige à titre privé la colonisation du Congo dans le but d'assurer une colonie à la Belgique. L'actuelle République démocratique du Congo (Congo Kinshasa, ex-Zaïre) devient son domaine personnel. En 1885, Léopold II devient officiellement chef de l'État indépendant du Congo. Il s'agit, pour lui, de constituer une colonie qu'il cèdera à la Belgique. Il obtiendra d'ailleurs des crédits votés par le parlement belge. La raison de ce procédé indirect pour développer l'expansion coloniale réside, entre autres, dans l'interprétation de l'indépendance belge que font certains jurisconsultes étrangers. Pour ceux-ci, le statut d'indépendance garanti par les puissances implique une éternelle minorisation de la Belgique, réduisant sa capacité politique sur le plan international. En obtenant, à la conférence de Berlin, le droit de se constituer un Etat au cœur de l'Afrique, et ce à titre strictement personnel, Léopold II joue sur les rivalités coloniales entre grandes puissances dont aucune n'ose s'aventurer au cœur de l'Afrique sans risquer de provoquer une guerre avec les autres. Un motif principal invoqué par le roi est la nécessité de lutter contre l'esclavage que des marchands arabisés exercent contre des tribus au nord-est du Congo. Des campagnes anti-esclavagistes auront d'ailleurs lieu sous le commandement d'officiers belges. L'annexion du Congo par la Belgique n'attendra pas le décès du roi. Celui-ci laisse la Belgique annexer le Congo de son vivant en 1908, sous la pression de l'opinion publique belge et internationale.
L'exploitation des richesses du Congo avait, jusque là, été confiée à des agents de l'État indépendant ou à des concessionnaires dont les exactions étaient devenues tristement célèbres. Pour fournir le caoutchouc, les rubis, l'or, les diamants et l'ivoire en grandes quantités, les indigènes sont soumis au travail forcé et à un régime de terreur à l'État indépendant du Congo. Le nombre de victimes indigènes ne peut faire que l'objet d'estimations (voir le livre historique les Fantômes du roi Léopold, voir aussi l'avis de Jean Stengers). Les morts comptabilisés dans ces estimations englobent tant les victimes des esclavagistes arabes que celles qui sont provoquées par la déstabilisation profonde de l'agriculture vivrière, les fuites de populations entières etc. Les estimations varient entre 6 et 10 millions. Des chiffres que l'on[Qui ?] a le droit de contester quand on sait qu'il n'y eut, au Congo, pendant vingt ans, que quelques centaines de Belges, principalement des représentants du roi et des officiers pourvus de moyens rudimentaires sur le plan militaire.
En 1908, la Belgique hérite donc du Congo. Mais la constitution belge interdit à la Belgique de dépenser de l’argent pour ses colonies. Toutes les réalisations doivent donc être financées par des fonds privés ou par la colonie elle-même. Mais on crée un ministère des colonies qui régente l'envoi de fonctionnaires sous l'égide d'un gouverneur général résidant en Afrique et de gouverneurs des provinces congolaises. Des emprunts sur le marché belge des capitaux sont d'ailleurs autorisés et, petit à petit, au cours du XXe siècle, l'État belge investit en Afrique, notamment dans l'enseignement. En 75 ans la Belgique va développer en Afrique un géant agricole et minier, source de matières premières dont le cuivre, l'étain et d'autres minerais, dont l'uranium, qui vont contribuer à la richesse belge et au développement du Congo.
Pendant les deux guerres mondiales, les troupes coloniales sous le commandement d'états-majors belges contribuèrent aux combats du monde libre. En 1914, en allant aider les Français dans les combats du Cameroun, en 1915 et 1916-17, en battant les troupes allemandes dans l'Est africain, lors des victoires de Tabora et de Mahenge, agissant en tenaille avec les troupes anglaises et portugaises. En 1941, ce furent les combats victorieux d'Abyssinie terminés par la victoire de Bortaï, puis les expéditions vers l'Égypte et l'envoi d'un corps expéditionnaire en Asie.
On assiste, sous la colonisation belge, à l'émergence d'une classe d'évolués, terme employé pour désigner des Africains, au nombre d'une vingtaine de milliers aux approches de 1960, remplissant des tâches administratives, médicales ou de commerce. En plus, on recense 600 prêtres noirs et un cardinal, tous formés au Congo même dans des séminaires locaux. Il existe deux universités, l'une sous la responsabilité directe de l'administration belge, l'autre dotée d'un centre de recherches nucléaires unique en Afrique et gérée par l'enseignement catholique, mais ouverte à tous. On recense 763 étudiants congolais en plus des boursiers étudiant en Belgique. 25 000 établissements scolaires fonctionnent sur tout le territoire, depuis les écoles primaires avec 1 682 129 élèves, jusqu'aux établissements d'enseignement secondaire avec 59 389 élèves parmi lesquels il n'existe aucune ségrégation raciale. 300 bibliothèques publiques sont réparties dans l'ensemble des villes et des séminaires. Dans les cités et dans la brousse, les médecins belges sont assistés par 8 500 auxiliaires médicaux dont certains remplissent des tâches de médecins de brousse. Les hôpitaux et centres médicaux représentent 86 000 lits.
Le niveau de vie moyen des Africains du Congo Belge est de 90 dollars, ce qui est un chiffre plus élevé que ceux de tous les pays du continent africain et qui est même plus élevé que celui de beaucoup de pays du monde[Quand ?]. L'accroissement du produit national brut est, dans les dernières années de la colonisation, de 4,8 % par an.
Enfin, il faut citer le développement de l'aménagement du territoire qui se révèle par trois grands barrages hydro-électriques et d'un réseau ferroviaire de 5 241 kilomètres dont plusieurs centaines sont électrifiés. Il faut y ajouter 14 597 kilomètres de voies navigables naturelles entretenues et draguées et des routes et pistes avec, notamment, des ponts destinés à désenclaver les régions. Enfin, trois aéroports internationaux permettent des échanges avec le reste du monde et sont reliés à plusieurs dizaines d'aéroports secondaires.
Au Congo belge, aucune loi ne sanctionnait l'existence d'un régime d'apartheid. Le système séparé d'évolution des catégories sociales était plutôt centré sur l'opposition entre la brousse et la ville, le gouvernement de la colonie s'efforçant d'empêcher la constitution de vastes agglomérations de bidonvilles, comme il en était d'autres dans de nombreux pays coloniaux.
Pendant toute la période coloniale régnera en Belgique une propagande coloniale paternaliste - dont l'album d'Hergé (Tintin au Congo) est un exemple achevé - propagande glorifiant la « mission civilisatrice » de la Belgique. Cette vision paternaliste fut d'ailleurs très répandue dans tous les pays colonisateurs d'Europe jusque dans les années 1950.

## La Belgique: 1914-1945

### La Première Guerre mondiale

Carte de la ceinture fortifiée de Liège.

En 1914, en application du plan Schlieffen, l'Empire allemand, en guerre contre la France, envahit la Belgique pour contourner les armées françaises par le nord. La violation de la neutralité belge déclenche l'entrée en guerre du Royaume-Uni, garant, avec la France, de l'indépendance et de la neutralité de la Belgique. Contrairement à ce qu'escomptaient les militaires allemands, la résistance de l'armée belge est forte : dans un premier temps l'armée d'invasion doit même reculer. Or la condition de réussite du Plan Schlieffen était la rapidité. Il faudra quinze jours à une armée de 100 000 hommes pour réduire les forts de Liège.
L'armée belge commandée par le roi Albert Ier recule en combattant, et même en contre-attaquant, d'abord à la bataille de Haelen où les Allemands sont vaincus, puis, en septembre jusqu'au début d'octobre, à partir d'Anvers sur le flanc allemand. Cette résistance imprévue contrecarre gravement le plan des Allemands et leur apparaît même comme illégitime. Objectivement, elle soulage l'armée française en retenant des troupes allemandes qui manqueront en France, lors des combats de la Marne, même si elle est d'abord inspirée par la mission de défense du territoire national.

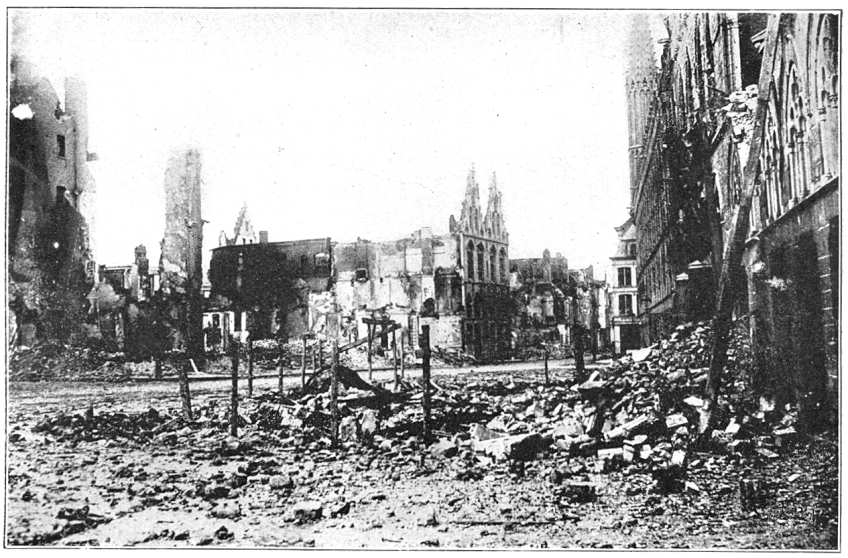
Ruines de la place du Marché à Ypres.

Le pouvoir impérial lance l'accusation d'une complicité avec la France, d'autant plus que le roi Albert Ier, qui est commandant en chef de l'armée de par la constitution, réunit les pouvoirs civils et militaires. Il accepte, à ce titre, de lier les opérations de l'armée belge à celles de l'armée française. Mais c'est dans le respect de l'autonomie belge qui exclut d'abandonner le pays pour se retirer en France, comme le souhaiteraient certains membres du gouvernement français et de son état-major. La politique de neutralité n'est donc nullement reniée. Bien au contraire, en appelant les garants du traité de 1831, Français et Anglais, la Belgique utilise les moyens qui lui sont reconnus internationalement. Mais les Allemands veulent croire à une collusion belgo-française résultant d'une sorte de complicité naturelle des Belges avec les Français et cela va très vite faire naître dans leur esprit le mécanisme qui les amènera à la fausse croyance sincère selon laquelle des francs-tireurs assailliraient leurs troupes, comme, en France, durant la guerre franco-allemande. Il en résulte les fameuses atrocités allemandes d'août et septembre 1914.
Le pays est finalement presque entièrement occupé pendant toute la guerre, sauf derrière la ligne de front de l'Yser où l'armée belge va résister pendant quatre ans avant de lancer l'offensive victorieuse des Flandres en 1918, alors que l'ensemble des troupes alliées entame une offensive générale. En attendant, pendant quatre ans, le gouvernement belge est contraint de se réfugier à Sainte-Adresse, dans la banlieue du Havre.
Entre-temps, la force publique du Congo, l'armée coloniale, remporte au prix de lourds sacrifices d'éclatantes victoires sous commandement belge contre les colonies allemandes au Cameroun, en aide aux Français, et en Afrique orientale, notamment à Tabora, en liaison avec les Britanniques et les Portugais. Au terme de la guerre, le Royaume a perdu 42 987 militaires, 62 000 civils, soit un total de 104 987 personnes. Il a eu aussi 44 686 militaires blessés.

### L'entre-deux-guerres
Lors de la conférence de paix de Paris, la Belgique fut représentée par Paul Hymans, Émile Vandervelde et Jules Van den Heuvel. Le gouvernement belge et le souverain réclamaient le paiement d'indemnités de guerre et la suppression du statut de neutralité imposé par le traité des XXIV articles. Le gouvernement avait également l'ambition de réunir au royaume la Flandre zélandaise, le Limbourg néerlandais, les Cantons de l'Est et le grand-duché de Luxembourg. Albert Ier, qui était opposé à une trop grande humiliation de l'Allemagne, intervint lui-même à la conférence, à la demande de Paul Hymans. Il réclama des indemnités de guerre et la révision du traité des XXIV articles concernant le statut de l'Escaut. Il ne semble pas avoir réclamé le Limbourg néerlandais et le grand-duché de Luxembourg, ni même Eupen et Malmedy,. La conférence accorda la fin du régime de neutralité imposée, les cantons de l'Est, la tutelle sur le Ruanda-Urundi, ainsi qu'une indemnité prioritaire de deux milliards et demi de marks. Ce résultat est jugé décevant par les Belges qui estiment que leurs droits ont été bafoués et qu'ils ont été abandonnés, voire méprisés, par les Alliés.
Parallèlement, le vote plural fut aboli et remplacé par le suffrage universel masculin qui permit non seulement aux socialistes d’accéder aux rênes du pouvoir pour la première fois, mais aussi aux Flamands d’être majoritaires au Parlement. Les revendications autonomistes flamandes, excitées durant l’occupation allemande de 1914-1918, prirent donc de plus en plus d’importance, ce qui força le roi à autoriser la néerlandisation de l’université de Gand en 1930.
La neutralité de l’État belge ayant été abandonnée, la Belgique signa un accord d’entraide militaire avec la France en 1920. Cette coopération culmina avec l’occupation conjointe de la Ruhr par les troupes franco-belges du 11 janvier 1922 au 24 août 1924 à l'occasion de la crise monétaire de la République de Weimar.
Après le Jeudi noir, la Belgique comme le reste de l'Europe est atteinte par une crise économique majeure. Cette crise favorisa l’émergence de partis fascistes comme le Verdinaso ou le parti rexiste de Léon Degrelle.
Le pays était déchiré entre les factions flamande et wallonne : lorsqu’il fallut voter un budget militaire face à la menace nazie, les députés flamands boudèrent ce vote, ce qui empêcha la modernisation à temps de l’armée belge à la veille de la Seconde Guerre mondiale. Mais l’objectif principal des Flamands était de rompre l’Accord militaire franco-belge de 1920 qu’ils considéraient comme un symbole de la domination francophone. Léopold III accéda au mot d'ordre flamand Los van Frankrijk ! (Larguons la France !) et demanda au gouvernement d’adopter une politique d’indépendance face à la montée des tensions internationales dans l'espoir d'échapper à la guerre.
En toute discrétion, le gouvernement dénonça unilatéralement, en 1936, l’accord franco-belge, pour reprendre la politique d'État-tampon abandonnée dix-sept ans plus tôt. À la veille de l'invasion allemande, le roi divisa ses troupes en envoyant la moitié d’entre elles face à la France. Cette attitude vaudra au roi de vives réprobations de la part des Alliés et d’une partie de la population wallonne.

### La Seconde Guerre mondiale

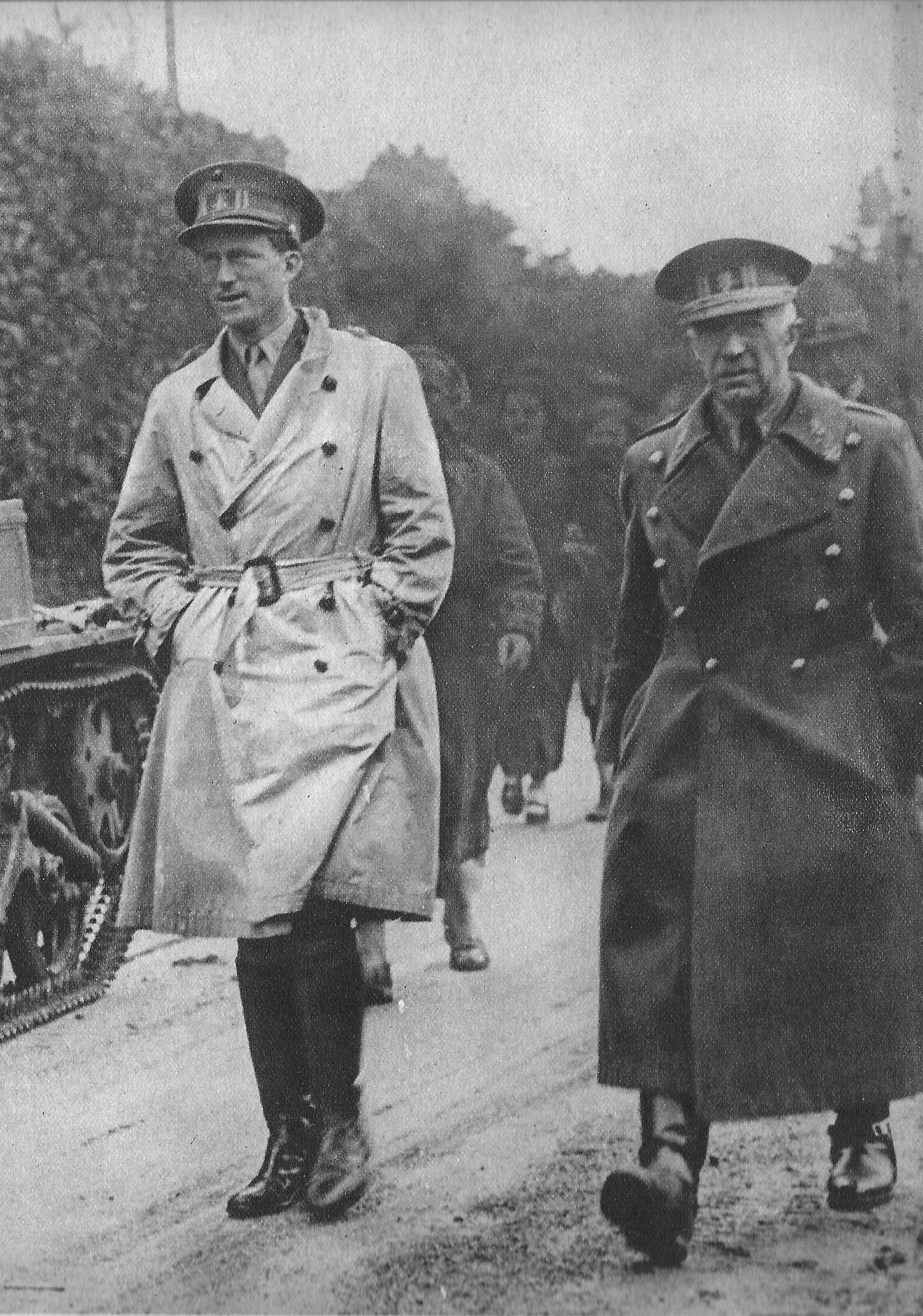
Léopold III (roi des Belges), roi des Belges, passe en revue une colonne de chars d'assaut, avec celui qui deviendra le ministre belge de la Guerre, le général Denis, à sa gauche.

En 1940, la Belgique est à nouveau occupée par l'Allemagne, et placée sous administration militaire dirigée par le général Alexander von Falkenhausen.
Après avoir mené un combat très dur, mais non nécessairement désespéré, notamment à la bataille de la Lys où périrent en trois jours la moitié des victimes militaires de la « campagne des 18 jours », le roi Léopold III décide seul la reddition. Il constate, ce que l'on saura plus tard, que les troupes anglaises abandonnent le front à la droite de l'armée belge et que, comme lui révélera l'attaché militaire anglais Keyes, un rembarquement se prépare à Dunkerque où rien n'est prévu pour les Belges. Cette reddition est contestée par le conseiller militaire du roi, le général van Overstaeten, qui bénéficiait de l'expérience qu'il avait acquise en 1914-1918, en Belgique et en Afrique. Elle est également contestée par le gouvernement d'Hubert Pierlot et Paul-Henri Spaak. Ceux-ci considèrent que, en tout cas, le roi ne peut tomber dans les mains de l'ennemi. Ne pouvant convaincre le roi de quitter le pays, le gouvernement se réfugiera d'abord en France avant d'arriver à Londres après avoir été menacé de tomber dans les mains des Allemands lors de l'installation du régime de Vichy.
Léopold III estime qu'abandonner ses troupes en s'enfuyant serait une lâcheté et une trahison. Si elle paraît pouvoir se défendre sur le plan moral, cette décision sera considérée par certains comme une faute stratégique. Il est à noter que le roi n'a pas voulu révoquer le gouvernement, comme la constitution, à l'époque, le lui permettait, à la condition d'avoir la caution d'au moins un ministre, ce qui était le cas, le ministre de la Défense, le général Denis, acceptant de se ranger à la décision royale. Le roi laissait donc les ministres partir à l'étranger porteurs de tous les pouvoirs. En effet, de par la constitution belge, lorsque le roi est dans l'impossibilité d'exercer pleinement ses pouvoirs, la totalité du pouvoir exécutif peut être exercée collégialement par le gouvernement seul, alors qu'en temps normal, le pouvoir exécutif est exercé par le roi et les ministres ensemble.

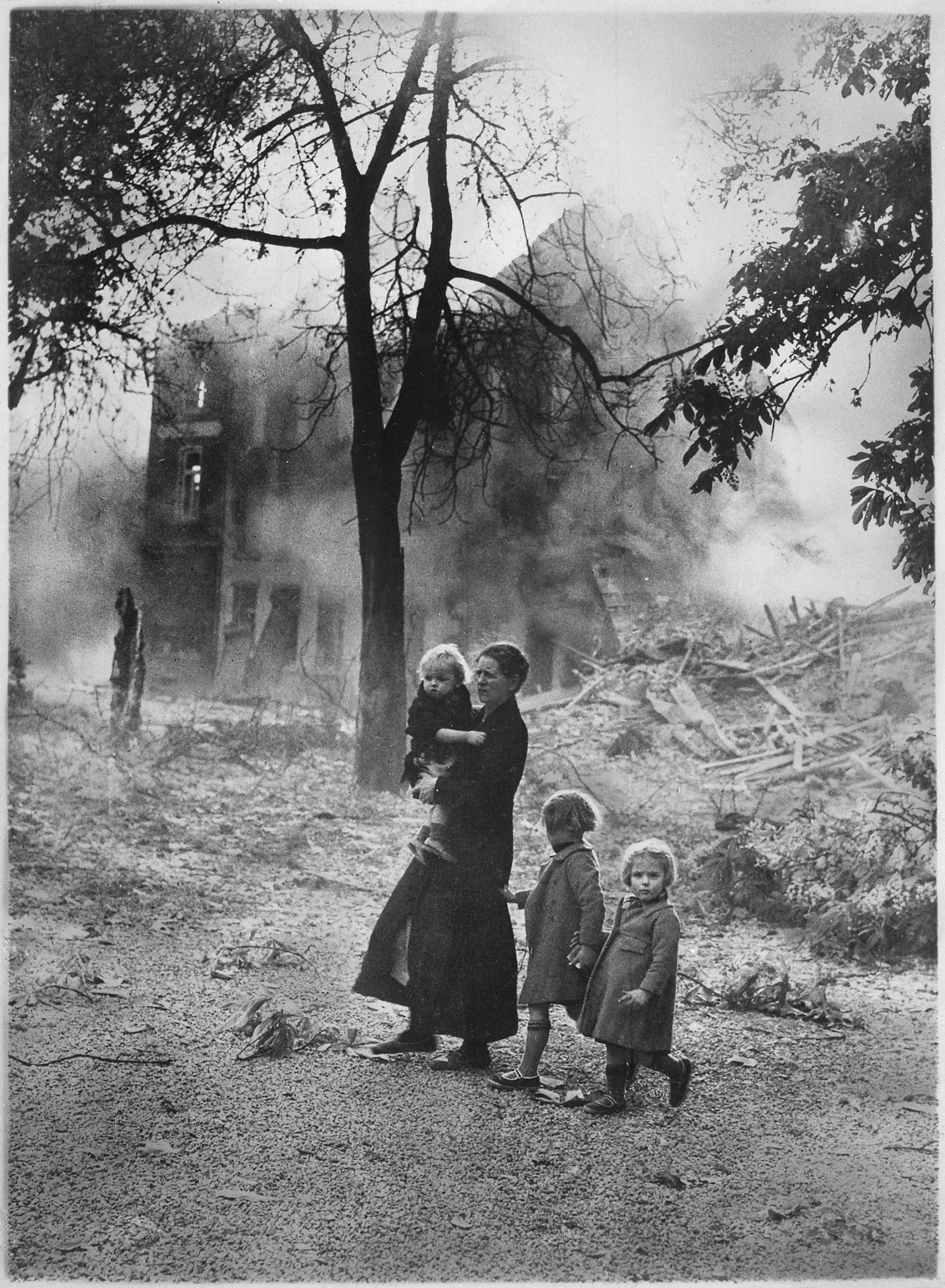
Réfugiés belges en 1940.

En refusant de conclure un armistice qui est un traité entre gouvernements, mais en se limitant à une reddition militaire, le roi Léopold III évitait de se mettre en situation de collaborer politiquement avec l'Allemagne. Il ne pouvait savoir que ce serait le cas du gouvernement français du maréchal Pétain, moins d'un mois plus tard. En Belgique, des individus collaboreront avec l'occupant, soit à titre personnel, soit en tant que fonctionnaires ou chefs d'entreprises, allant même jusqu'à combattre avec lui dans le cas des engagés volontaires dans l'armée allemande, mais ce ne sera pas le cas de la Belgique officielle représentée par le gouvernement belge de Londres, qui restera dans les rangs des pays alliés. Sous l'autorité pleine et légale du gouvernement belge de Londres, il y a eu trois escadrilles dans la Royal Air Force, la presque totalité de la flotte marchande incluse dans les flottes anglo-américaines, et les troupes d'Afrique allant combattre victorieusement en Abyssinie. Le roi avait voulu les exclure de la reddition, craignant une éventuelle mainmise anglaise sur un Congo dépourvu de troupes. En plus, en Angleterre, fut reconstituée une force terrestre qui, en 1944, participa aux combats de la libération du nord de la côte française et de la Belgique.

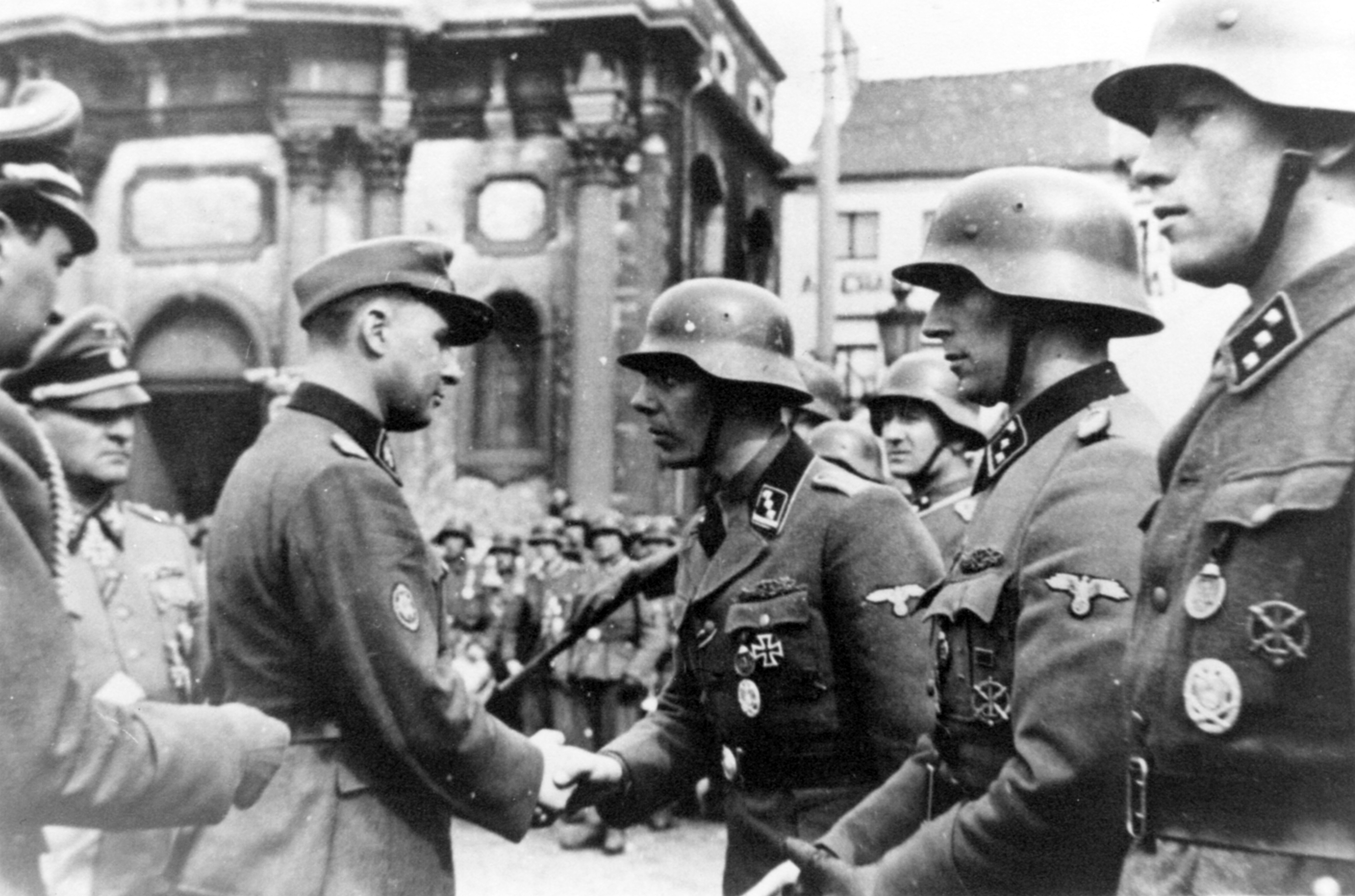
Léon Degrelle (centre-gauche) remettant des médailles aux membres de la division SS Wallonie, avril 1944

Léopold III resta donc en Belgique comme prisonnier de guerre, refusant d'exercer des fonctions officielles, même si, en octobre, il rencontra discrètement le chancelier Adolf Hitler sur convocation de celui-ci. Ayant tenté en vain de plaider la libération des prisonniers, le roi s'abstint de toute collaboration politique avec l'Allemagne, comme commençait à le faire le gouvernement de Vichy. Ensuite, il protesta par deux lettres contre les exactions allemandes, sans résultat, mais ne manifesta apparemment aucun signe de solidarité ni avec les Alliés, ni avec le gouvernement en exil. Mais on a su, après la guerre, qu'il avait autorisé le chef de sa maison militaire à s'entremettre pour fournir des armes au Mouvement national royaliste, réseau de résistance, et qu'il accueillit un envoyé clandestin du gouvernement en exil, qui était le beau-frère du premier ministre Pierlot. Mais cet émissaire ayant été arrêté et exécuté par les Allemands alors qu'il rentrait en Angleterre en passant par la France, on ne saura sans doute jamais ce qui a pu être convenu lors de cette entrevue. Considérant que la Belgique était retirée de la guerre, Léopold III avait demandé, en 1940, aux diplomates belges de se montrer partout dans le monde courtois avec les diplomates allemands, et exigea en vain le retour à la neutralité du Congo belge, l'atout essentiel du gouvernement en exil dans la lutte aux côtés des Alliés (« instructions de Berne »). Le Roi demeure également en contact avec les secrétaires généraux qui ont été chargés par le gouvernement d'Hubert Pierlot, de maintenir en ordre de marche la machine administrative, même en pays occupé. Ces hauts fonctionnaires sont tiraillés entre la nécessité de faire fonctionner les ministères, notamment dans l'enseignement, de payer les fonctionnaires et de présider au ravitaillement de la population. Tiraillés entre leur devoir et les ordonnances allemandes, certains résistent puis finissent par démissionner, remplacés par des collaborateurs de l'Allemagne, mais quelques-uns, par conviction ou par souci de maintenir une fiction de souveraineté belge, finissent par mettre le doigt dans l'engrenage de la collaboration.
À la fin de 1941, Léopold III, qui avait gardé une certaine popularité en restant au milieu de son peuple, choque profondément l'opinion en épousant Lilian Baels sans respecter les règles légales qui exigent un mariage civil avant le mariage religieux, mais aussi, et par force, sans l'accord du parlement puisque ce dernier ne siégeait plus. Ce mariage fut mal apprécié par l'opinion publique, alors que les soldats wallons étaient en captivité, coupés de leurs familles jusqu'à la fin de la guerre (les prisonniers flamands ont, quant à eux, été presque tous libérés très rapidement, l'occupant cherchant à jouer les Flamands contre les Wallons pour mieux favoriser la division de la Belgique).
Pendant l'occupation, les Allemands appliquent leurs lois discriminatoires contre la minorité juive, avec la complicité de l'administration publique, puis procèdent à la déportation de 25 000 Juifs de Belgique dont à peine 1 200 reviendront vivants d'Auschwitz-Birkenau. La minorité sera ainsi exterminée à 44 %, de nombreux Belges se dévouant pour soustraire des milliers de personnes à un sort tragique. À Anvers, la municipalité accepte de distribuer les étoiles jaunes et prête sa police à l'organisation des rafles. En conséquence, cette dernière cité comptera en proportion deux fois plus de déportations. 351 Tziganes sont également envoyés à la mort. À Liège, le bourgmestre libéral, favorable au gouvernement collaborateur de Vichy, livre des listes de juifs à la police allemande. Mais à Bruxelles, le bourgmestre refuse et est arrêté. D'autres édiles communaux et des hauts fonctionnaires sont également arrêtés dans diverses villes belges.
Les résistants arrêtés sont souvent torturés, pour des aveux ou des dénonciations, notamment au siège de la Gestapo bruxelloise avenue Louise, ou encore au sinistre fort de Breendonk. De ce dernier, lieu de supplices et d'exécutions et antichambre de la déportation, des milliers de Belges partiront souvent sans retour pour les camps de concentration nazis. L'occupant procède également à l'exécution de près de 350 otages entre 1941 et 1944.
Alors que la faim, la pénurie et l'inflation sévissent dans tout le pays, de nombreux Belges acceptent d'aller travailler volontairement en Allemagne. À partir de 1942, l'occupant passe à la coercition : des centaines de milliers d'ouvriers et de jeunes gens de toutes conditions sont contraints de rejoindre les usines de guerre du Reich outre-Rhin. Certains désobéissent et se cachent avec l'aide de la Résistance.

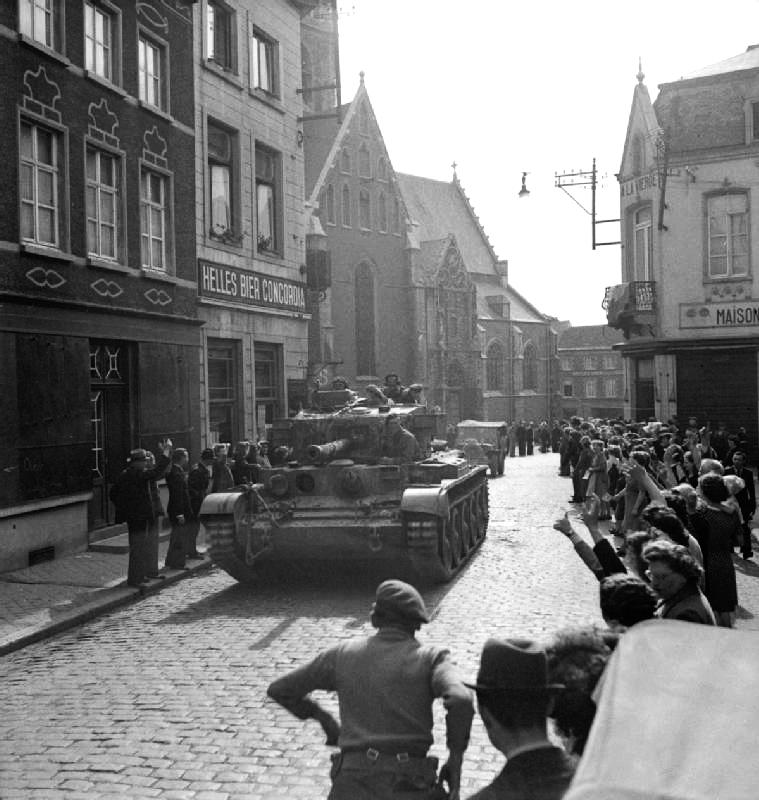
Les chars Cromwell des Welsh Guards libèrent Bruxelles, le 3 septembre 1944.

Dès avant-guerre, le courant rexiste a perdu son influence en Wallonie (il passe de 15,6 % des voix en 1936 à 6,19 % en 1939) et à Bruxelles (il passe de 18,5 % des voix en 1936 à 8,5 % en 1939), tandis que le VNV (nationalistes flamands avec des courants proches du fascisme), a progressé encore en Flandre (il passe de 13,56 % des voix en 1936 à 15,05 % en 1939). Pendant la guerre, ces formations fournissent les gros bataillons de la collaboration.
La collaboration se regroupe dans la division SS Wallonie et dans la VNV flamande avec les S.S.. La collaboration politique ou intellectuelle est au total un peu plus importante en Flandre qu'en Wallonie, où la Résistance semble plus forte, au vu du nombre de sabotages enregistrés (80 % du total national), de la concentration de la presse clandestine (70 %), du nombre d'arrestations et de déportations. Il est vrai que, en Flandre, certains tablent sur la collaboration pour faire avancer les objectifs du mouvement flamand : 62 % des condamnés pour collaboration seront flamands. Il est également vrai que la Résistance a plus vocation à se développer dans une Wallonie plus industrialisée qui concentre les objectifs stratégiques d'actions militaires dans le sillon industriel Sambre et Meuse et qui offre, dans la région ardennaise peu peuplée, accidentée et boisée, des refuges aux partisans armés. Il est clair aussi que la configuration politique et idéologique de la Flandre (plus conservatrice, influencée par le nationalisme flamand) la dispose moins à combattre les Allemands, alors que c'est l'inverse en Wallonie qui est marquée par le militantisme antifasciste des années 1930. Il est sûr enfin que le maintien des prisonniers wallons en Allemagne et la libération des prisonniers flamands par Hitler crée des états d'esprit différents au Nord et au Sud.
Au Congo belge, les troupes remportent des succès en Abyssinie, à Bortaï et Saïo avant de partir en Égypte et vers l'Asie. Le Congo belge fournit des matières premières (cuivre, étain, huiles, produits agricoles) aux Alliés pendant toute la Seconde Guerre mondiale et notamment l´uranium indispensable à la fabrication des bombes atomiques d’Hiroshima et de Nagasaki qui mettront fin à la guerre.

## La Belgique: depuis 1945

### Rôle européen et international
Après la deuxième guerre, la Belgique devient membre fondateur de l'OTAN et de la Communauté économique européenne, aujourd'hui Union européenne.

### La Question royale

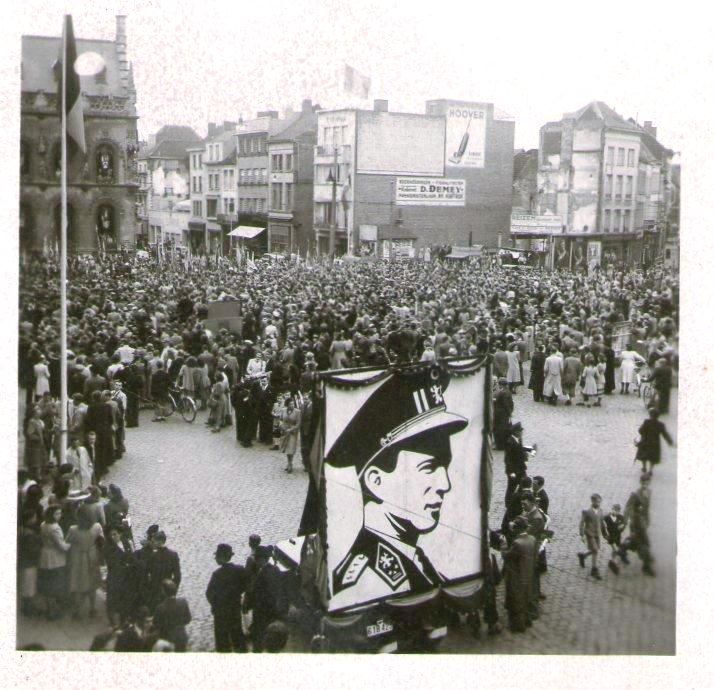
Manifestation favorable au retour du roi - Courtrai.

En 1950, le roi Léopold III réside en Suisse où il s'est installé après avoir été déporté par les Allemands en 1944 avant d'être libéré par les troupes américaines. Sa décision de reddition en 1940 a continué à diviser les hommes politiques et les Belges. Son frère Charles a prêté serment comme régent en 1944 et, pour en finir avec un différend qui divise l'opinion publique, un référendum sur la question du retour du roi donne une majorité pour son retour, calculée sur l'ensemble de la Belgique.
Mais, certaines provinces comme celles d'Anvers, du Hainaut, de Liège s'étaient prononcées contre le retour. La décision de Léopold III de rentrer malgré tout provoque des troubles dans ces mêmes provinces. Des manifestations insurrectionnelles ont lieu sous l'influence du Parti communiste. L'abdication de Léopold III en faveur de son fils Baudouin permet le retour au calme. L'unité belge est sauvée, mais ce que l'on appelle depuis la question royale marquera définitivement une rupture dans l'unitarisme.

### L’indépendance du Congo
L'indépendance du Congo s'inscrit dans le mouvement général de décolonisation de l'Afrique. Le roi Baudouin effectue une visite officielle en 1955, qui se déroule triomphalement, les Congolais investissant leurs espérances dans un souverain qu'ils croient, à tort, détenteur d'un pouvoir absolu. Un intellectuel progressiste, le professeur Van Bilsen publie le plan Van Bilsen qui prévoit une indépendance pour l'année 1980. Mais, en 1958, le général de Gaulle, promet l'indépendance à 13 États africains. C'est le signal d'un lâcher-tout en général en Afrique.

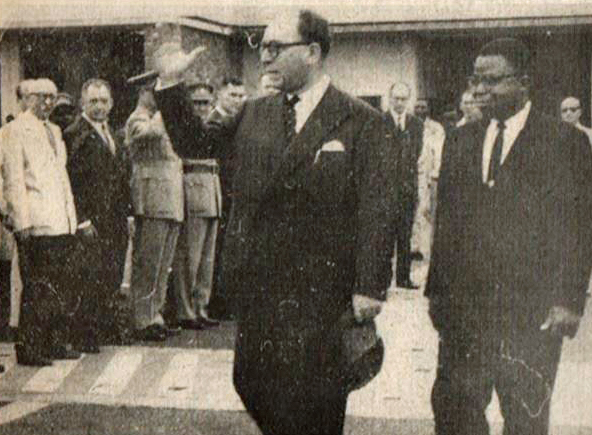
Joseph Kasa-Vubu et le gouverneur général du Congo belge Cornelis.

Après quatre années d'effervescence nationalistes et l'émeute du 4 janvier 1959, le gouvernement belge annonce vouloir accorder l'indépendance au Congo et fixe la date au 30 juin 1960 après les négociations de la Table ronde de Bruxelles. Les partis les plus anticoloniaux gagnent les élections législatives et présidentielles. Joseph Kasa-Vubu est élu Président et Patrice Lumumba Premier ministre. Le 30 juin 1960, la colonie du Congo belge accède à l'indépendance après seulement six mois de préparation hâtive. La réplique tant redoutée d'une sorte de guerre d'Indochine se transforme en « crise congolaise ».Les soldats congolais se mettent à persécuter les blancs voulant s'accrocher à leurs privilèges. Tandis que les anciens colons fuient massivement le Congo, les parachutistes belges débarquent pour protéger leurs ressortissants suivis de troupes d'infanterie, de la marine et de l'aviation. En une dizaine de jours, l'armée belge débarque 10 000 hommes au Congo. L'O.N.U. condamne l'intervention de la Belgique dont les troupes doivent se retirer du pays.
La Belgique, craignant une nationalisation des ressources naturelles, va soutenir les sécessions de deux provinces minières : le Katanga et le Sud-Kasai. Joseph-Désiré Mobutu s'emparera du pouvoir, et enverra Lumumba en prison au Katanga, où il sera assassiné. Plusieurs opérations militaires belges seront encore nécessaires pour protéger les ressortissants européens. Ensuite, les relations diplomatiques avec l'ancienne colonie resteront encore longtemps difficiles.
Après le renversement de Mobutu en 1990, les relations entre la Belgique et son ancienne colonie ont repris et se développent avec des hauts et des bas. Des entreprises belges travaillent encore au Congo et une importante colonie congolaise émigrée de plus de 10 000 personnes est installée en Belgique, notamment dans la commune bruxelloise d'Ixelles, dans un quartier qui a pris le surnom de Matonge, nom emprunté à celui d'une commune de Kinshasa, ex Léopoldville, la capitale de la République démocratique du Congo.

### Évolution économique

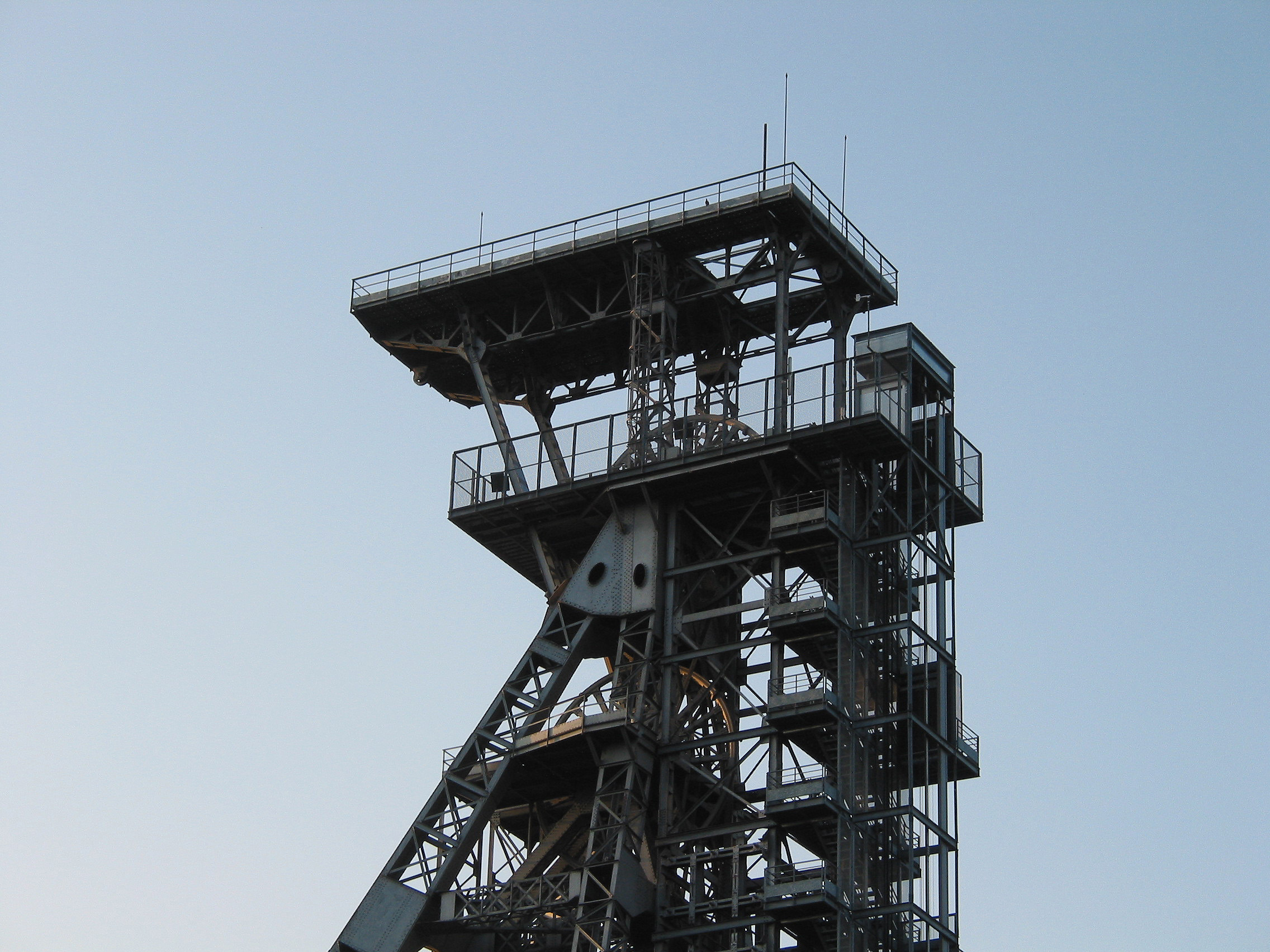
Châssis à molette de l'ancien charbonnage (reconstitué en 2000) du « Crachet » à Frameries.

À la fin de la guerre, l'appareil de production est relativement intact, ce qui permet une relance rapide de l'économie. Le taux de croissance est même exceptionnel car l'approvisionnement des armées alliées en Allemagne se fait par le port d'Anvers. De plus, la fourniture de matières premières, l’uranium du Congo belge notamment, aux États-Unis a apporté des devises qui permettent de financer les importations et la reconstruction. La production de charbon, alors indispensable, est encouragée par le Premier ministre Achille Van Acker qui lance, dès 1945, la « bataille du charbon » accordant de multiples avantages aux travailleurs dans les mines, utilisant la main d'œuvre des prisonniers allemands dans un premier temps, puis plus tard, de la main d'œuvre d'Italie.
Les années 1960 et 1970 ont été marquées par un changement de fortune économique. La Flandre est devenue graduellement la région la plus productive et puis la plus riche du pays. La crise charbonnière qui intervient à partir du milieu des années 1950, du fait de la faible rentabilité des gisements et de la réorientation des besoins énergétiques vers les hydrocarbures frappe de plein fouet la Wallonie. Les gisements charbonniers y étaient moins rentables qu'en Campine, qui, en raison d'une mise en valeur plus tardive, disposaient d'un équipement plus moderne. La crise charbonnière dans les bassins wallons va être suivie de difficultés dans des secteurs métallurgiques lourds, comme les constructions ferroviaires, puis par la crise de la sidérurgie. La chimie wallonne, axée sur la carbochimie, est également touchée.
Ainsi, entre 1955 et 2009, la part dans l'ensemble de l'économie de la région wallonne passe de 33,5 à 23,5 %. En 2009, le Nord du pays, avec Bruxelles, produit 76,5 % du PIB, la Wallonie 23,5 %, pour respectivement 67,7 % et 32,3 % de la population. À l'inverse, en 1896, la Wallonie occupait 51,2 % de l'emploi industriel et abritait 41,4 % de la population.
Dans cette période, l'anglais a tendance à remplacer le français comme première langue étrangère en Flandre.
Du côté wallon, l'on note, parmi les causes du déclin wallon, un désinvestissement relatif par les grands holdings du secteur privé, un syndicalisme qui effraya maintes entreprises et des pouvoirs publics peu dynamiques et fort interventionnistes malgré le déclin. Dans les années 1990, la réforme du Système de retraite en Belgique a amené les industriels, l'État et les syndicats à rechercher une plus forte croissance économique en remédiant aux problèmes des préretraites et du faible taux d'emploi des seniors en Wallonie.

### Grève médicale en 1964
En 1964, une grève médicale a eu lieu pour faire pression sur le gouvernement, qui cherchait à établir un système de santé publique (Loi Leburton),,,. La grève a duré du 1er au 18 avril. Le chef des grévistes était le Dr André Wynen. La manifestation a eu une répercussion internationale, car pendant la grève il y a eu plusieurs morts attribuables au manque d'assistance médicale.

### Fédéralisme et tensions communautaires

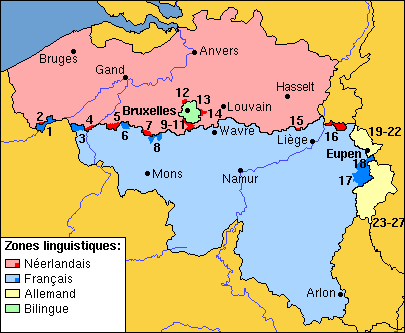
Les 4 régions linguistiques et les communes à facilité.

Sous la pression conjointe du mouvement flamand et des régionalistes wallons, la Belgique évolue progressivement vers un État de plus en plus fédéralisé. Plusieurs réformes institutionnelles sont réalisées transformant le vieil État unitaire en une structure de plus en plus fédéraliste, voire confédéraliste. Ce sont d'abord les lois linguistiques votées en 1963 qui vont définir le cadre d'emploi des trois langues officielles du pays. La Constitution de 1994 va compléter ces réformes par une nouvelle structure de l'État fédéral. Dix ans plus tard, la Flandre marqua son souhait de, déjà, modifier cette constitution en vue de l'établissement d'un état confédéral.
La question de l'indépendance de la Flandre déclinée soit sous la forme d'un séparatisme par le Vlaams Belang ou celle d'un confédéralisme par la Nieuw-Vlaamse Alliantie, qui depuis 2014 est la première force politique du pays, demeure dans les années 2000 un élément majeur du débat politique dans le pays.

### Décès deBaudouinIerde Belgique
Le 31 juillet 1993, survint le décès inopiné du roi Baudouin Ier à Motril, dans le Sud de l'Espagne. Tout le pays en subit un choc profond : on estime à 500 000 le nombre de personnes qui ont fait la file durant de nombreuses heures pour s'incliner devant son cercueil au palais de Bruxelles. Ses funérailles rassemblent de très nombreux chefs d'État et de gouvernement, ainsi que des membres du gotha. Pour la première fois, la reine Élisabeth II d'Angleterre et l'empereur Akihito du Japon assistent à des funérailles en dehors de leur pays. Selon la volonté de la reine Fabiola, on a célébré une messe d'espérance et la Reine portait une robe blanche qui a impressionné les observateurs. On retiendra aussi le témoignage d'une prostituée d'Anvers rencontrée par le roi Baudouin lors de sa visite à l'asbl Payoke.
À la suite du décès de Baudouin, son frère cadet devient roi des Belges sous le nom d'Albert II. Avec son épouse la reine Paola, ils ont eu trois enfants : le prince Philippe, la princesse Astrid et le prince Laurent. Si le roi Albert II a conservé les mêmes valeurs et les mêmes combats que son prédécesseur, il a considérablement modernisé et rafraîchi l'image de la monarchie, qui était jugée terne et austère sous Baudouin et Fabiola. Avec ses enfants, beaux-enfants et petits-enfants, il lui a également donné une touche plus familiale.

### Belgique depuis 1993
- Bye Bye Belgium (2006)
- Tuerie de Liège (2011)
- Passation de pouvoir entre Albert II et Philippe (2013), Philippe (roi des Belges) (1960-)
- Attentat du musée juif de Belgique (2014)
- Bruxelles en état d'alerte maximale (2015)
- Cellules terroristes des attentats de 2015 et 2016 en France et en Belgique
- Fusillade du 16 octobre 2023 à Bruxelles (2023)
- Gouvernement De Croo (2020-2024)

#### Personnel dirigeant récent
Liste des chefs du gouvernement belge

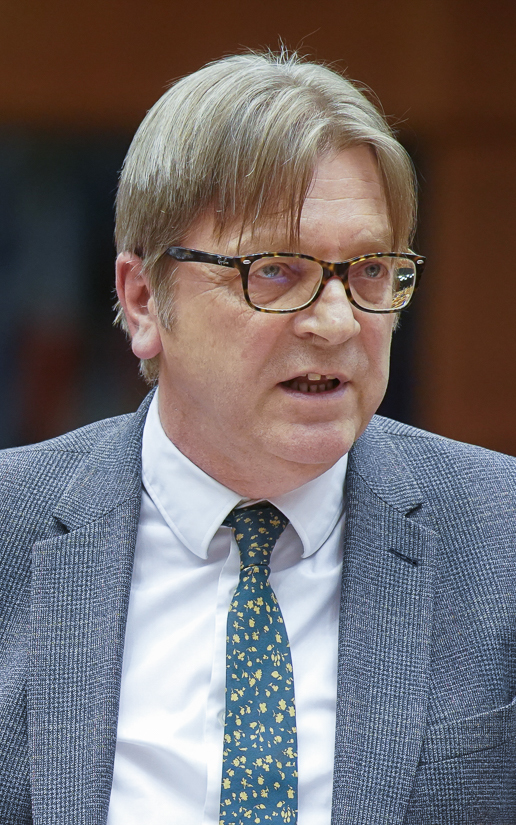
Guy Verhofstadt 1999-2008
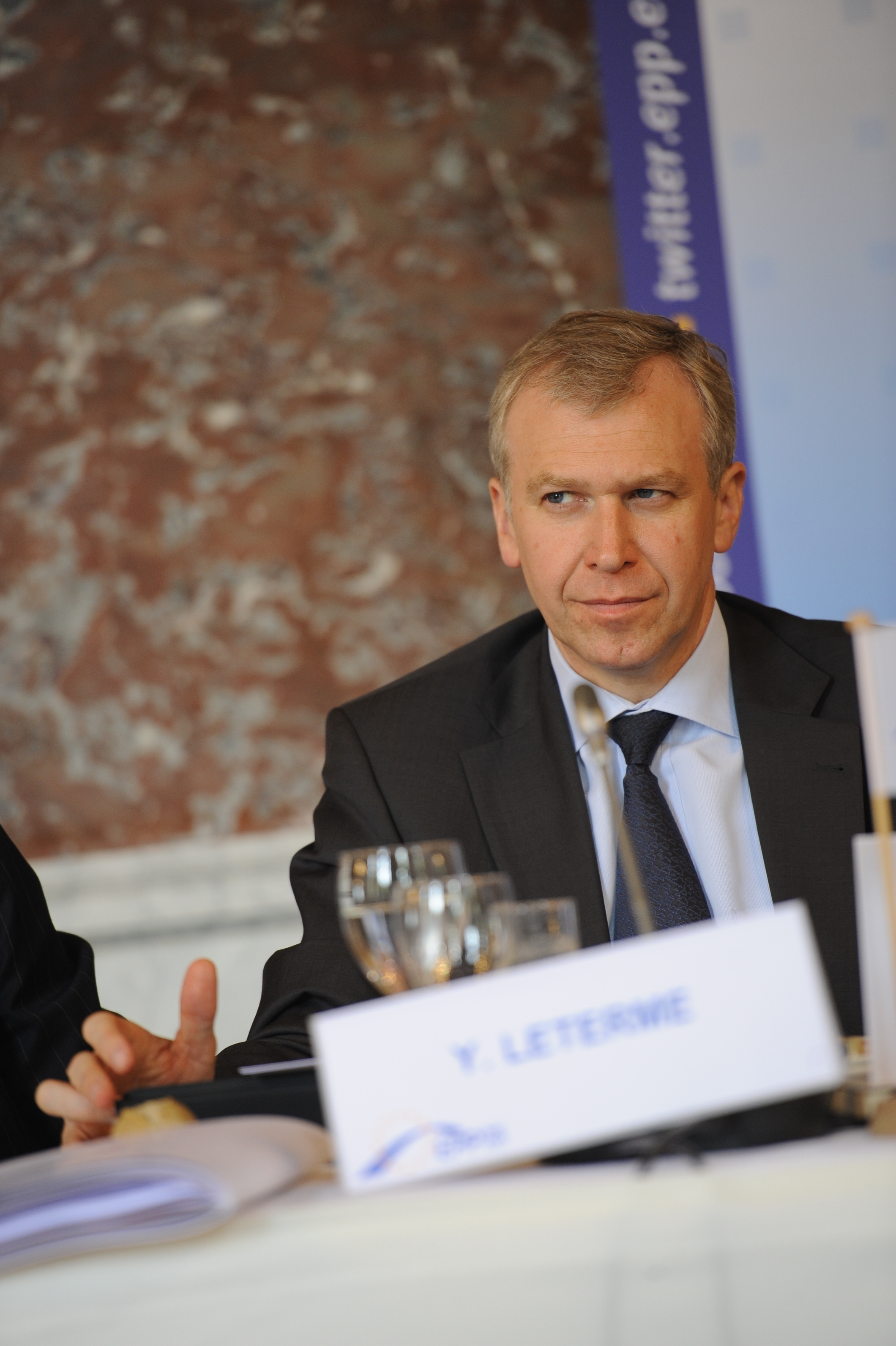
Yves Leterme 2008 2009-2010
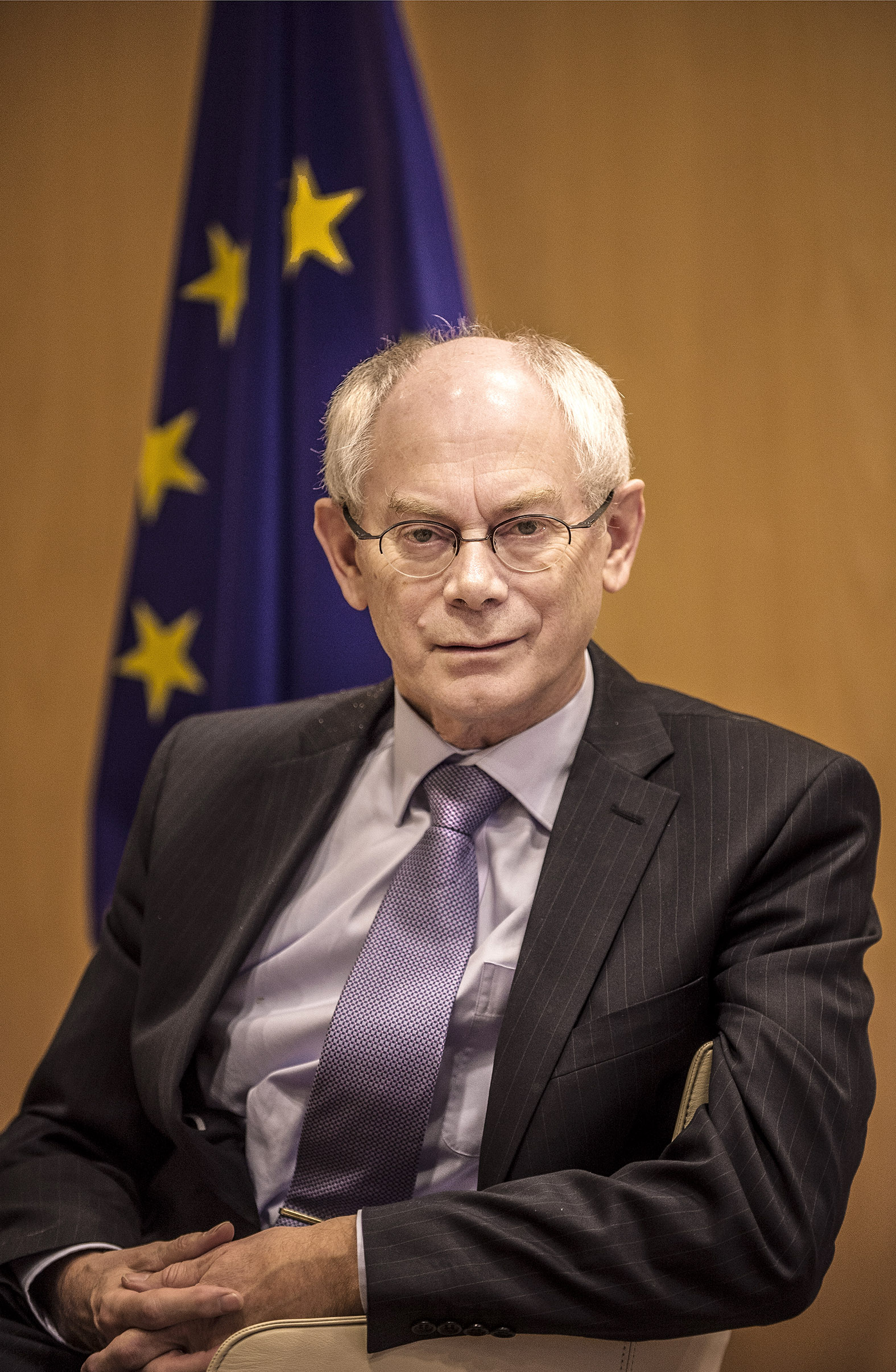
Herman Van Rompuy 2010-2011
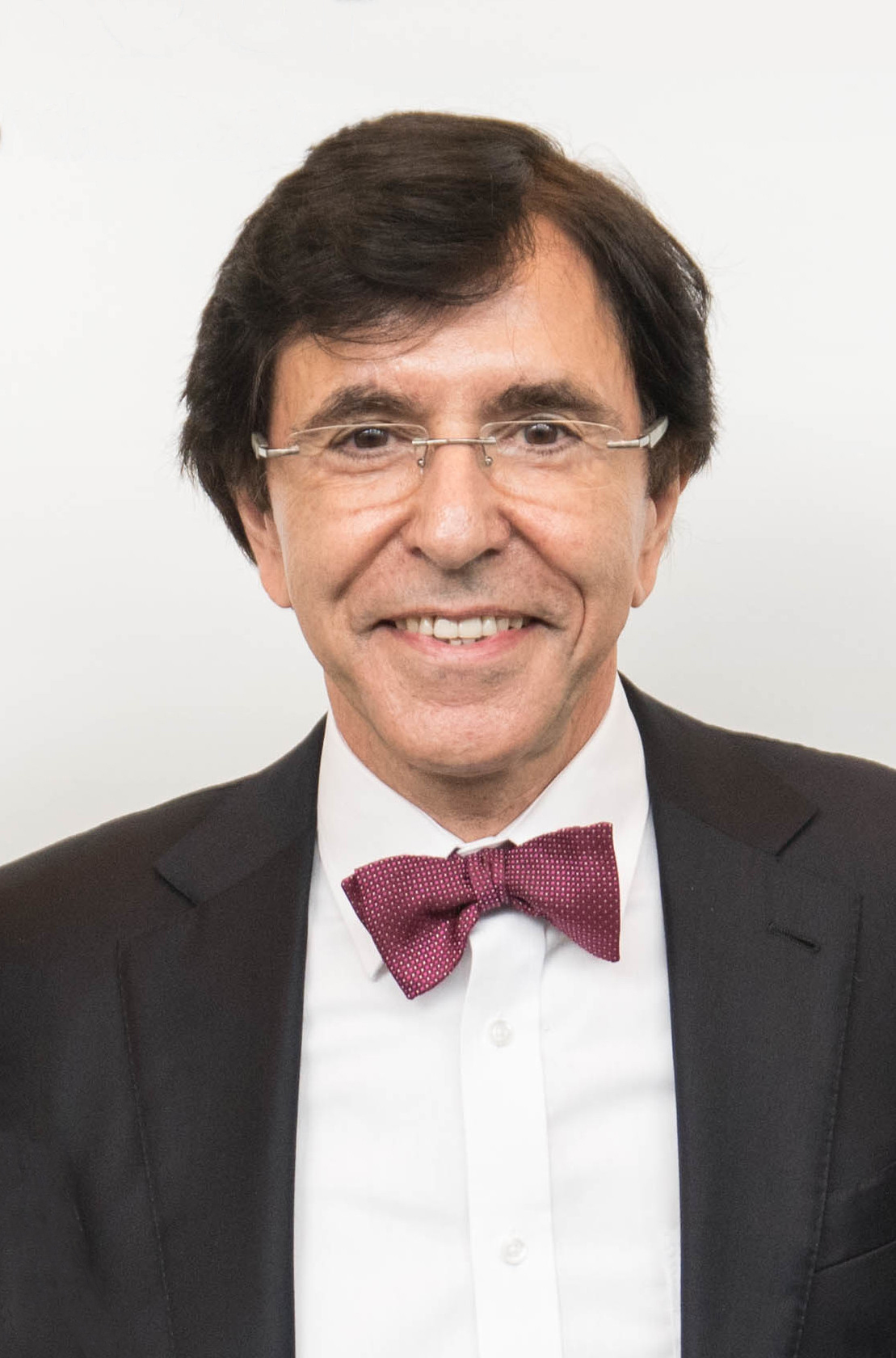
Elio Di Rupo 2011-2014
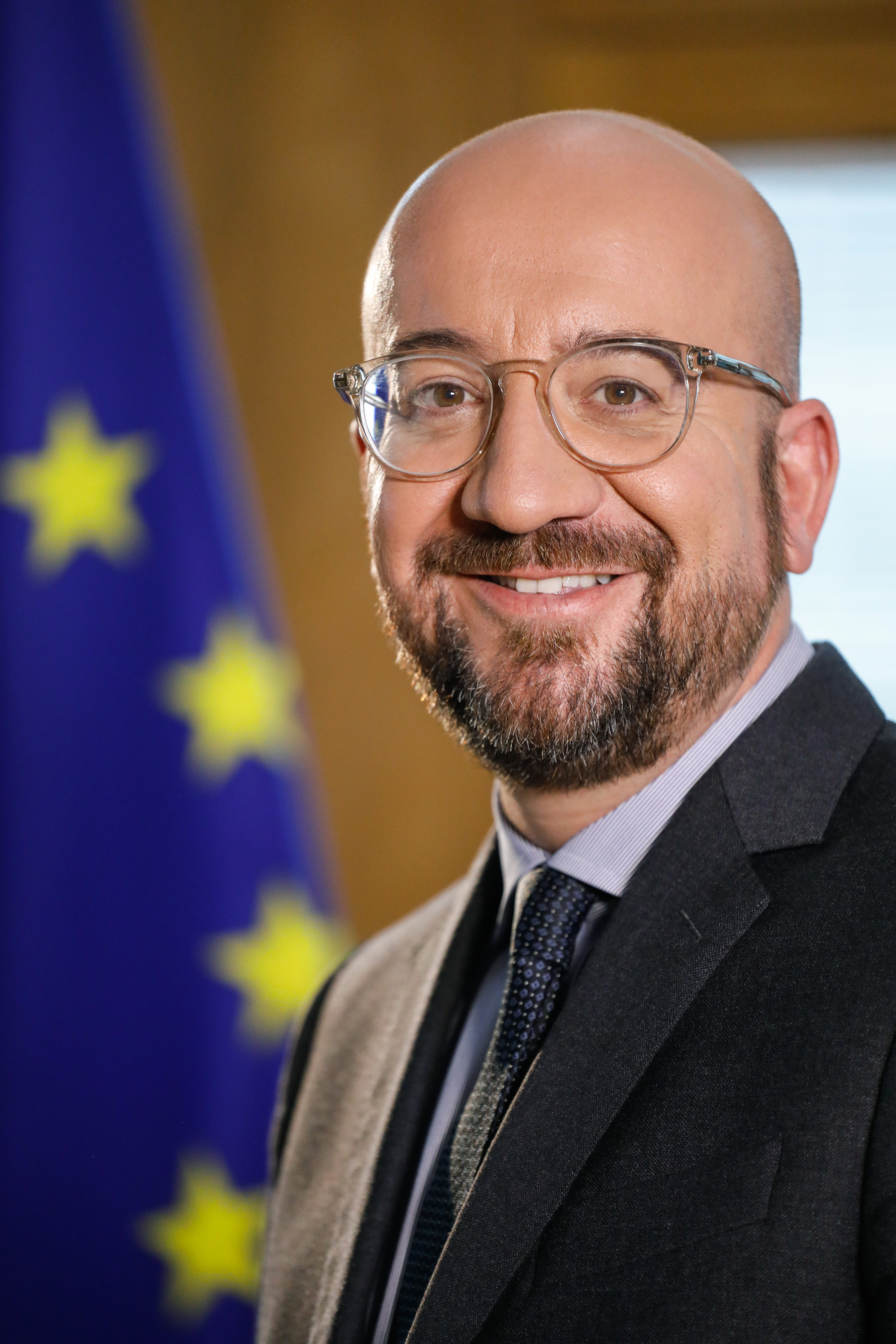
Charles Michel 2014-2019
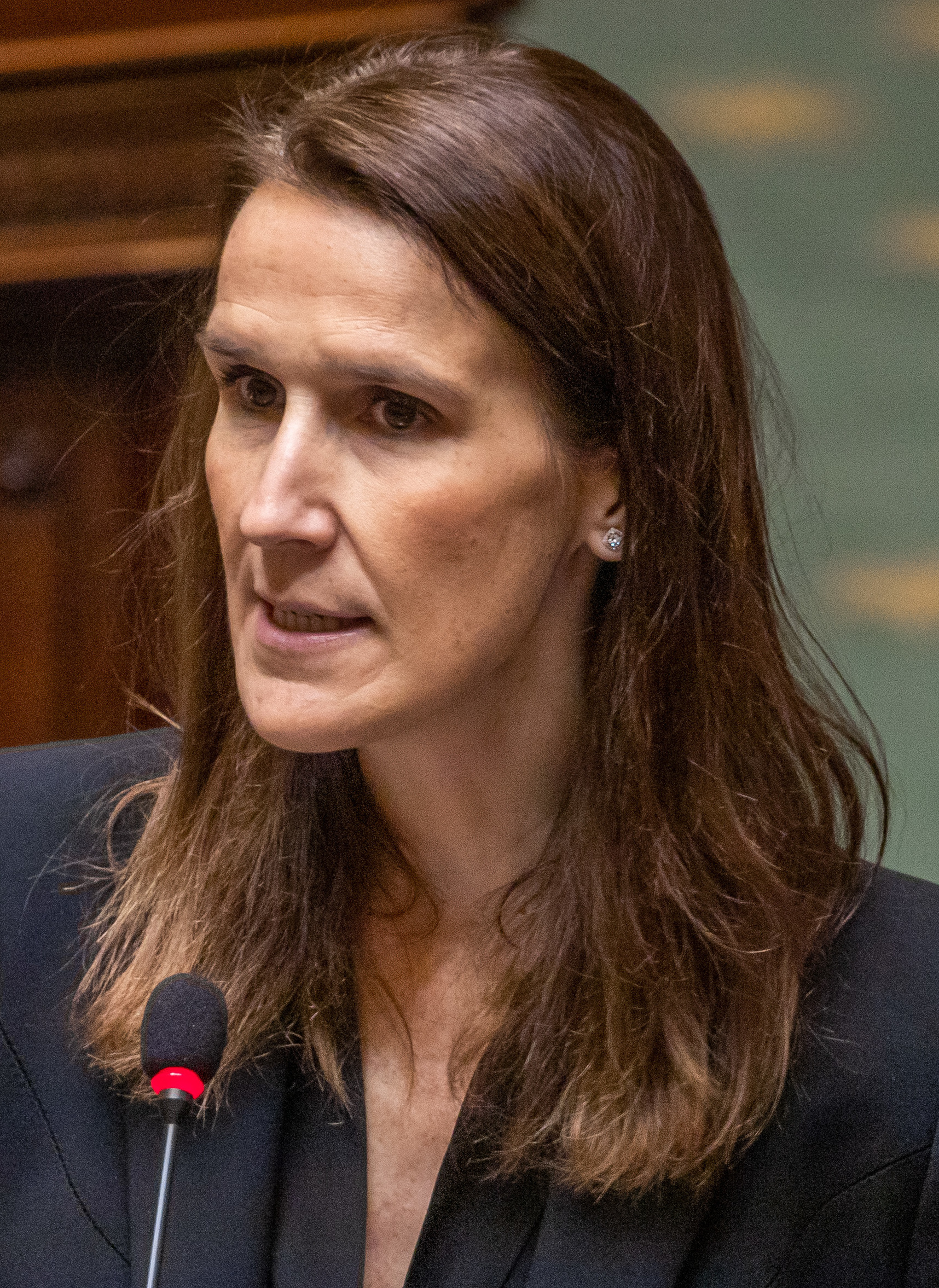
Sophie Wilmès 2019-2020
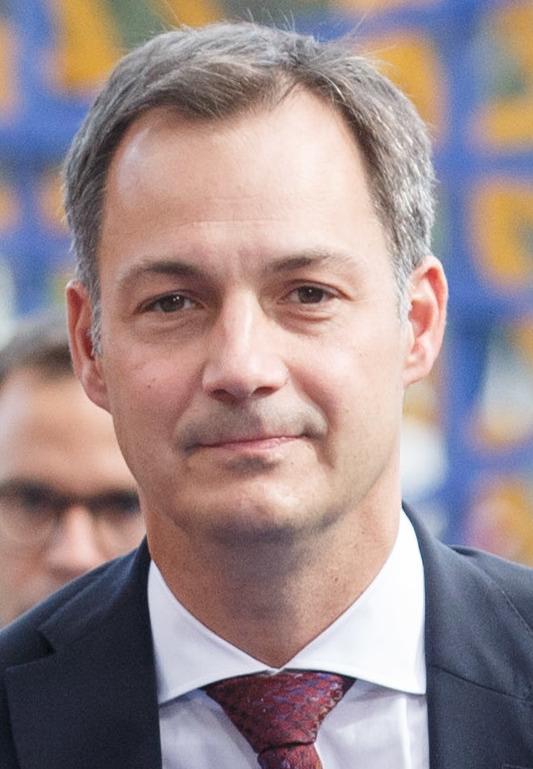
Alexander De Croo 2020-2024

Vice-Premier ministre de Belgique, Conseil des ministres restreint...

## Sources
Siège central des Archives de l'État, les Archives générales du Royaume conservent les archives des institutions centrales des Pays-Bas bourguignons, espagnols et autrichiens jusqu'en 1795, des organismes publics centraux de la période française (1795-1815) et de celle du royaume des Pays-Bas (1815-1830). Elles conservent également les archives des institutions centrales du gouvernement national, puis fédéral, de la fondation de la Belgique (1830) à nos jours, à l'exception des ministères de la Défense et des Affaires étrangères.

### Listes en rapport avec l'histoire de Belgique
- Liste des chefs de l'État belge depuis 1831
- Liste des évêques de Tongres, Maastricht et Liège depuis 315
- Liste des gouverneurs des Pays-Bas espagnols et autrichiens
- Liste des ducs et duchesses de Brabant (624/1183-présent)
- Liste des comtes de Flandre (865-1795/présent)
- Liste des comtes de Hainaut (843-1795/présent)
- Liste des ducs de Limbourg (1046-1866)
- Liste des comtes de Namur (907-1795)

### Les anciennes nations belges
Le comté d'Artois et le comté de Zutphen faisaient également partie des Pays-Bas du Sud.
- le duché de Brabant
- le duché de Limbourg
- le duché de Luxembourg
- le comté de Flandre
- le comté de Hainaut
- le comté de Namur
- le marquisat d'Anvers
- la seigneurie de Malines

Auxquelles il faut ajouter ces 3 nations indépendantes :
- la principauté de Liège
- la principauté de Stavelot-Malmedy
- le Duché de Bouillon